# Monarquias da Europa

Um mapa da Europa exibindo as repúblicas do continente (azul) e as monarquias (vermelho).

Os seguintes países europeus adotam a forma de governo monárquica: Principado de Andorra, Reino da Bélgica, Reino da Dinamarca, Reino de Espanha, o Principado de Liechtenstein, Grão-Ducado do Luxemburgo, o Principado de Mônaco, Reino dos Países Baixos, Reino da Noruega, Reino da Suécia, Reino Unido da Grã-Bretanha e Irlanda do Norte e o Estado da Cidade do Vaticano. Dentre tais, dez são monarquias hereditárias. Quanto aos outros dois: no Estado da Cidade do Vaticano subsiste uma monarquia eletiva onde, o Chefe de Estado, é eleito a partir de um conclave e, em Andorra, há uma diarquia onde, a Chefia de Estado é, partilhada, entre o copríncipe francês (Presidente da França) e copríncipe episcopal (Bispo de Urgel).
A maioria das monarquias europeias são monarquias constitucionais, ou seja, monarquias nas quais o poder do Chefe de Estado é limitado pela constituição. A exceção é o Estado da Cidade do Vaticano que, atualmente, conserva como forma de governo uma monarquia absoluta. Não há atualmente nenhuma grande campanha para abolir a monarquia em quaisquer um dos doze Estados, embora haja uma minoria significativa de republicanos em muitos deles (por exemplo, a organização política da República no Reino Unido). Atualmente, sete das doze monarquias são Estados-membros da União Europeia: Bélgica, Dinamarca, Luxemburgo, Países Baixos, Espanha e Suécia.
No período do século XX anterior a Primeira Guerra Mundial, França, Suíça, Portugal e San Marino eram os únicos países europeus a ter uma forma republicana de governo. A ascensão de republicanismo a política dominante começou apenas depois da Primeira Guerra Mundial, facilitado pela queda de várias monarquias europeias através das Primeira e Segunda guerras mundiais, revoluções e golpes de Estado. No início do século XXI, a maioria dos Estados na Europa já haviam tornado-se repúblicas e, contavam, com um Chefe de Estado eleito direta ou indiretamente.

## História da monarquia na Europa

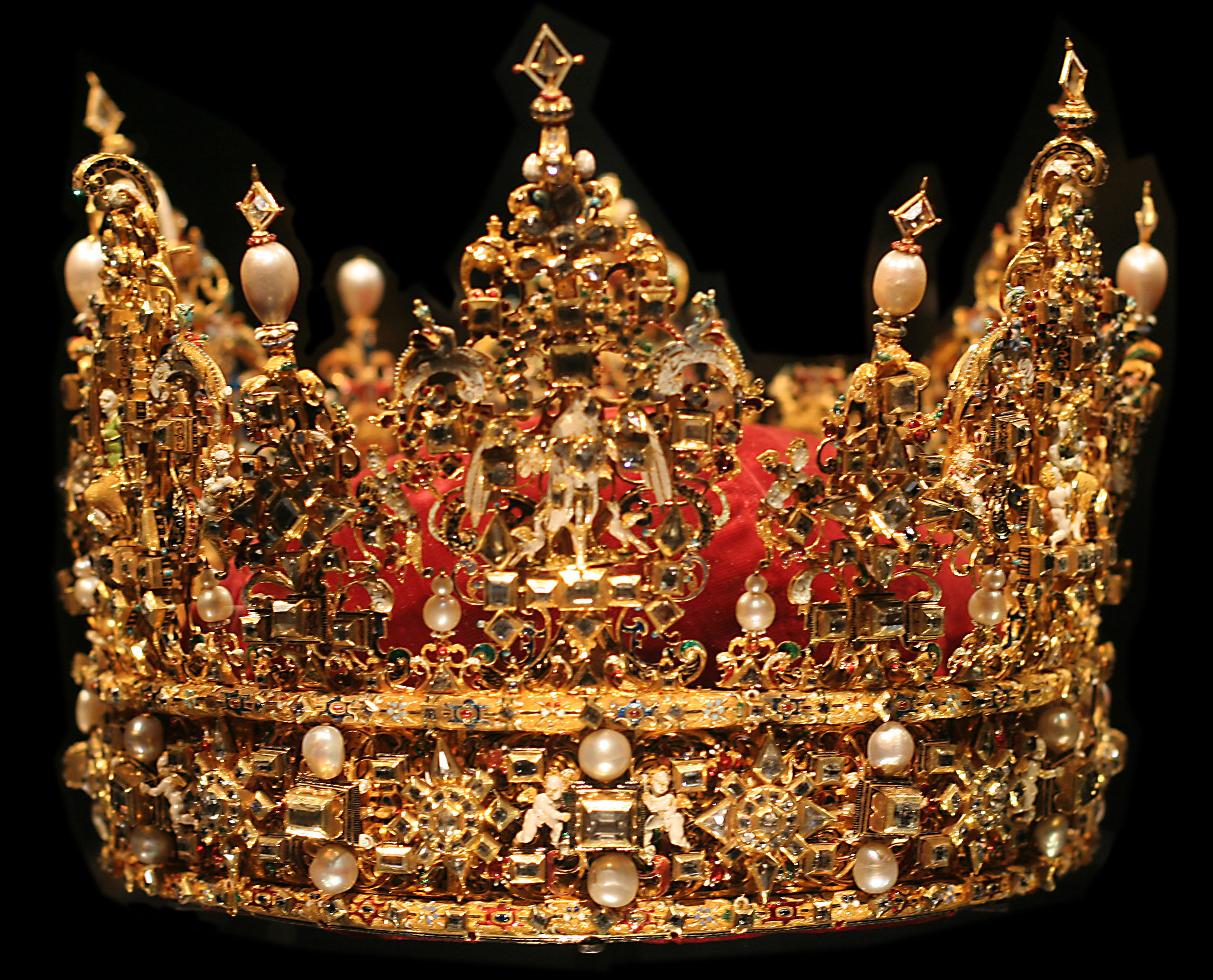
A coroa do rei Cristiano IV da Dinamarca, atualmente localizada no Castelo Rosenborg, Copenhague.

Dezenas de monarquias existiram na História da Europa. Destacam-se o Sacro Império Romano-Germânico, o Reino da França, o Reino Unido da Grã-Bretanha e Irlanda, o Reino da Prússia, o Império Espanhol, o Reino de Portugal (Espanha e Portugal são precursores da exploração do Novo Mundo), o Império Alemão, o Império Austro-Húngaro e o Império Russo. Ao longo do tempo muitas monarquias foram abolidas. Algumas dissolveram-se originando Estados independentes (Áustria-Hungria), outras foram desmanteladas por revoluções (Império Russo terminou após a Revolução Russa de 1917) e outras, foram fundidas numa única coroa (por exemplo, a Coroa de Aragão e a Coroa de Castela fundiram-se dando origem ao Reino de Espanha). A Noruega, ao tornar-se independente da Suécia em 1905, optou pela monarquia constitucional como forma de governo e, pelo parlamentarismo, como sistema de governo. A Espanha, que já foi uma república por duas vezes, após o governo franquista, restabeleceu a monarquia.

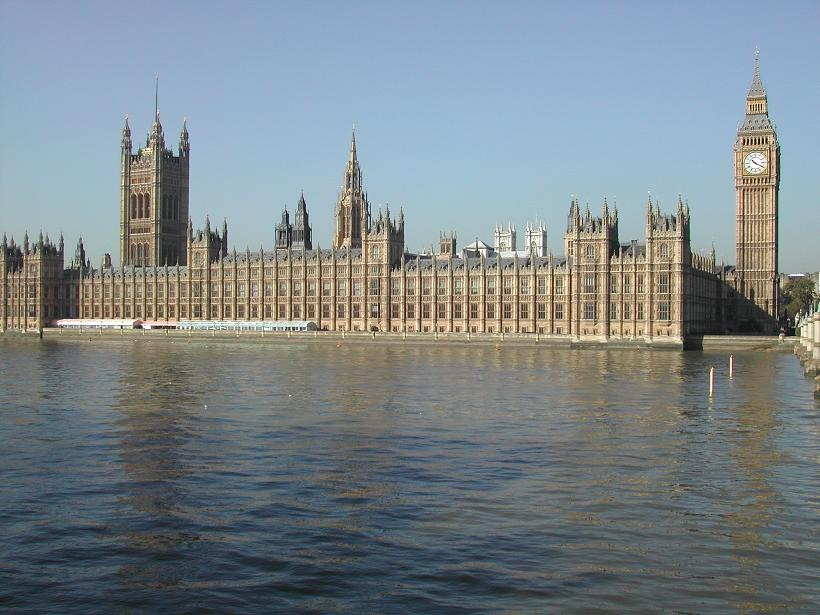
Palácio de Westminster, sede do Parlamento do Reino Unido.

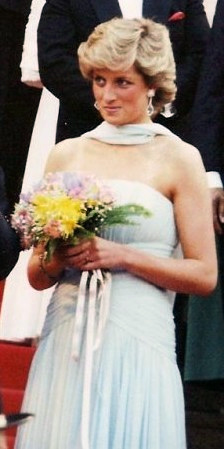
A princesa Diana de Gales, em 1987

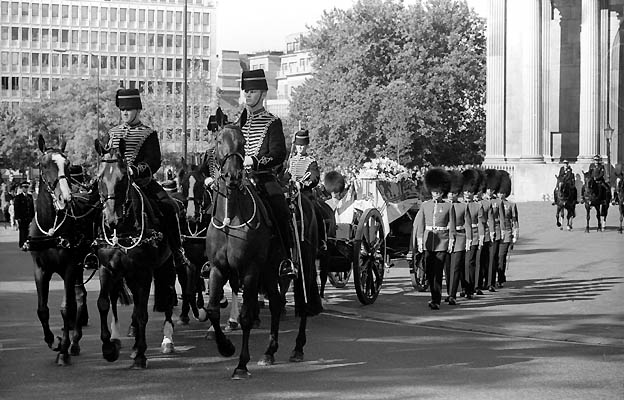
Funeral da princesa Diana, próximo ao St James' Park

Desde a Idade Média, o regime monárquico espalhou-se por toda a Europa, normalmente pela necessidade de um dirigente forte, capaz de formar e comandar exércitos para defender o país. As monarquias feudais europeias eram hereditárias, assim sendo, o trono era transmitido ao filho mais velho ou ao descendente masculino mais próximo. Os soberanos medievais procuravam armas e soldados com os senhores feudais, e não se mantinham no poder que graça a fidelidade da nobreza. Assim, na monarquia feudal, apresenta-se a característica de uma limitação do poder do monarca, segundo a própria estrutura feudal do reino. O poder era entregue ao rei, com o acordo dos senhores feudais, e estava dependente da colaboração destes, sendo estabelecido segundo regras bem definidas e mútuas. O rei possuía um poder efectivo concedido pelos seus iguais, conservando estes um poder da mesma ordem nos seus domínios. Este tipo de monarquia caracterizou, com algumas variantes, a França dos séculos X ao XIV, o Japão do século XV ao XVIII, a China da dinastia Ming, etc.
O absolutismo moderno começou a desenvolver-se com o nascimento dos Estados-nação no século XVI, a fim de estabilizar o poder real em reacção ao feudalismo. Com o declínio do feudalismo, o poder é centralizado nas mãos dos soberanos. Estes dirigentes são apoiados por uma crescente classe média, ou burguesia, que beneficia de um governo central forte, capaz de manter a ordem e criar um clima propício para o florescimento do comércio.
O absolutismo, como sistema político, implica todos os poderes detidos por um monarca e distingue-se da democracia pelo facto de que o poder encontra a sua justificação essencial nele mesmo.
Foram monarquias absolutas a maior parte dos estados europeus ocidentais, entre os séculos XVI e XVIII, sobretudo em França, Espanha, Áustria, Saboia e Portugal, que se caracterizaram pela inexistência de qualquer outro poder político alternativo, excepto a lei e os costumes, sem prejuízo da identificação da vontade real com a lei. Luís XIV de França (1643-1715) é o representante arquétipo e a mais perfeita ilustração do absolutismo.
O princípio da relação entre o monarca e Deus (o rei como representação de Deus na Terra) dá ao monarca regras morais e de direito natural que não pode transgredir. No caso de Portugal, o essencial era garantir que o rei pudesse ser a última voz que resolvesse quaisquer diferendos internos.
A monarquia absoluta ocidental tinha fortes limites. Por um lado obedecia às leis fundamentais do reino (sucessão masculina, leis regionais, legitimidade, princípios de regência, etc.). Em Espanha, a monarquia absoluta nasceu com os reis católicos, os quais conseguiram a unidade religiosa e territorial. Em Portugal, a tendência para este sistema já era sensível no reinado de D. João I e tomou forma definitiva com D. João II. O seu sucessor, D. Manuel I, proveu-a de instrumentos burocráticos necessários para o seu exercício concreto.
Uma série de revoluções, iniciadas com a Revolução Gloriosa, levaram progressivamente os monarcas da Europa a ceder seus poderes a regimes parlamentares. Na Inglaterra, e depois em França, o princípio de um rei que governa só, é questionado pelos parlamentos, composto dessa burguesia que pretende, não somente ser consultada, mas tomar o lugar de classe dominante dos nobres e governar.
A monarquia constitucional, surgiu na Europa nos finais do século XVII, com a Revolução Gloriosa inglesa, em 1688. A sua característica principal reside no facto do exercício da autoridade estatal do monarca estar na dependência de um Parlamento que está reunido de forma permanente. O monarca personifica a autoridade do Estado. A sucessão monárquica pode estar regulamentada pela legislação estatal ou por preceitos de ordem familiar. Desde meados do XIX, a monarquia constitucional apresenta frequentemente uma forma democrática de estado, com as regras constitucionais daí decorrentes. A sucessão pode ser electiva ou hereditária, conforme os países ou épocas.
A Inglaterra, desde o século XVII, adotou este tipo de monarquia, tornando-se a mais antiga democracia do mundo e servindo de modelo a todas as democracias atuais (sejam elas monárquicas ou republicanas). A constituição deve emanar da nação e estabelecer as regras do governo. O parlamento, e especialmente a Câmara dos Comuns que representa a nação, personifica o direito face ao monarca. As monarquias francesas de 1790 a 1792 e, em seguida, a partir de 1815 a 1848, baseiam-se neste princípio. Nestas formas de monarquia, ao passo que o sistema parlamentar se desenvolve gradualmente, a soberania passa do rei para a nação.
Em Portugal, a monarquia constitucional foi adotada no reinado de D. João VI, que aceitou a Constituição portuguesa de 1822. No ano seguinte, no entanto, D. João VI suspende a sua vigência e nomeia uma comissão encarregue de elaborar um novo texto constitucional. Após o assassínio de D. João VI, em Março de 1826, D. Pedro IV outorga a Carta Constitucional de 1826, que vem a ser suspensa por D. Miguel I, aclamado rei em cortes reunidas, segundo as regras tradicionais. A Carta Constitucional de D. Pedro veio a ser reposta no final da guerra civil (1828-1834), vencida pelos liberais contra os absolutistas. Uma revolução, em Setembro 1836, derruba a Carta e reinstala provisoriamente a Constituição de 1822, em vigor até à aprovação de nova Constituição, em 1838. Em 1842, um golpe de Estado põe fim à vigência da Constituição de 1838, reimplantando a Carta Constitucional de 1826, que será o texto constitucional da monarquia até ao golpe de Estado que impõe a República, em 1910.
Na Europa, após a Primeira Guerra Mundial foram derrubadas as monarquias do Império Russo, por causa da Revolução Russa de 1917; O Império Alemão, encerrado após a derrota na Primeira Guerra Mundial, em um golpe de caráter comunista que obrigou a abdicação do kaiser Wilhelm II, formando a República de Weimar e a do Império Austro-Húngaro, após uma desmantelação sumária de seus territórios pela Tríplice Entente, na qual o imperador Carlos I nada pode fazer, além de fugir enquanto se formava o novo estado da República da Áustria Alemã.
Hoje, na Europa, continuam a existir sete reinos, três principados (Liechtenstein e Mónaco, sendo Estados independentes, e Gales, incorporado no Reino Unido), um ducado (Ilhas do Canal, do Ducado da Normandia), um grão-ducado (Luxemburgo), e um Estado soberano como cidade-estado (Cidade do Vaticano). Além disso, há o caso peculiar de Andorra (em que o bispo de Urgel e o líder da França, atualmente o presidente da França são co-príncipes).
As monarquias da Europa são actualmente constitucionais. Actualmente insiste-se na ideia de que o papel da monarquia na actualidade obedece a um papel como símbolo de unidade nacional frente a uma divisão territorial e a um poder arbitral frente aos distintos partidos políticos. Quando o caso de o regime político ser democrático, reconhece-se a soberania popular, o monarca passa a ser a figura em que se encarna o cargo de Chefe de Estado de forma vitalícia e hereditária, em que o seu papel é fundamentalmente simbólico e representativo.
Um rasgo nas monarquias europeias (às vezes considerado como uma actualização e de legitimação popular) tem sido a incorporação de plebeus nas famílias reais, e a continuação da permanência nos meios de comunicação de massas, incluindo os escândalos próprios na imprensa cor-de-rosa, desde a glamurosa boda de Grace Kelly com Rainier III de Mônaco (1956) ao espectacular matrimónio, divórcio e morte de Lady Di (1981-1997). Outro tem sido a reconsideração do papel da mulher na monarquia, para equiparar com o varão na sucessão, reforma que teve início nas monarquias nórdicas.

## Monarquias atuais

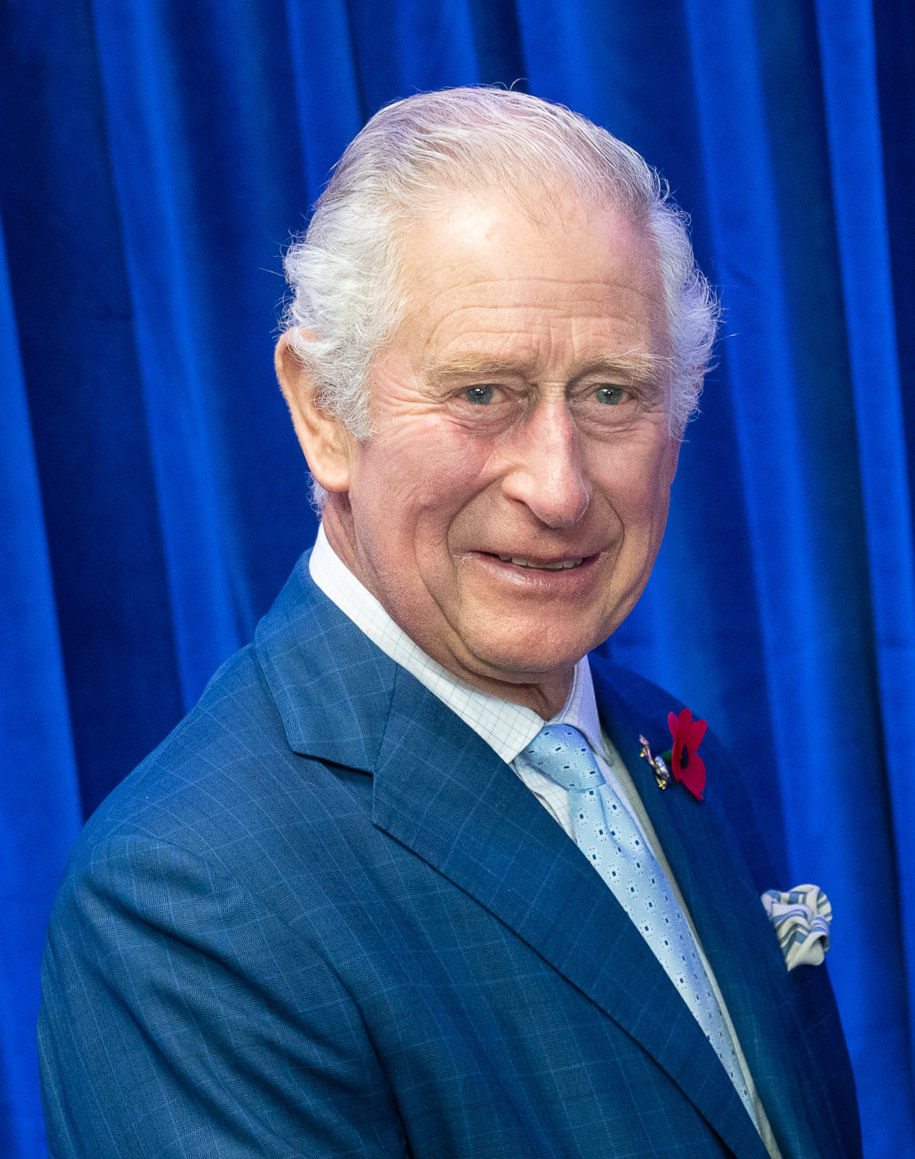
Carlos III do Reino Unido
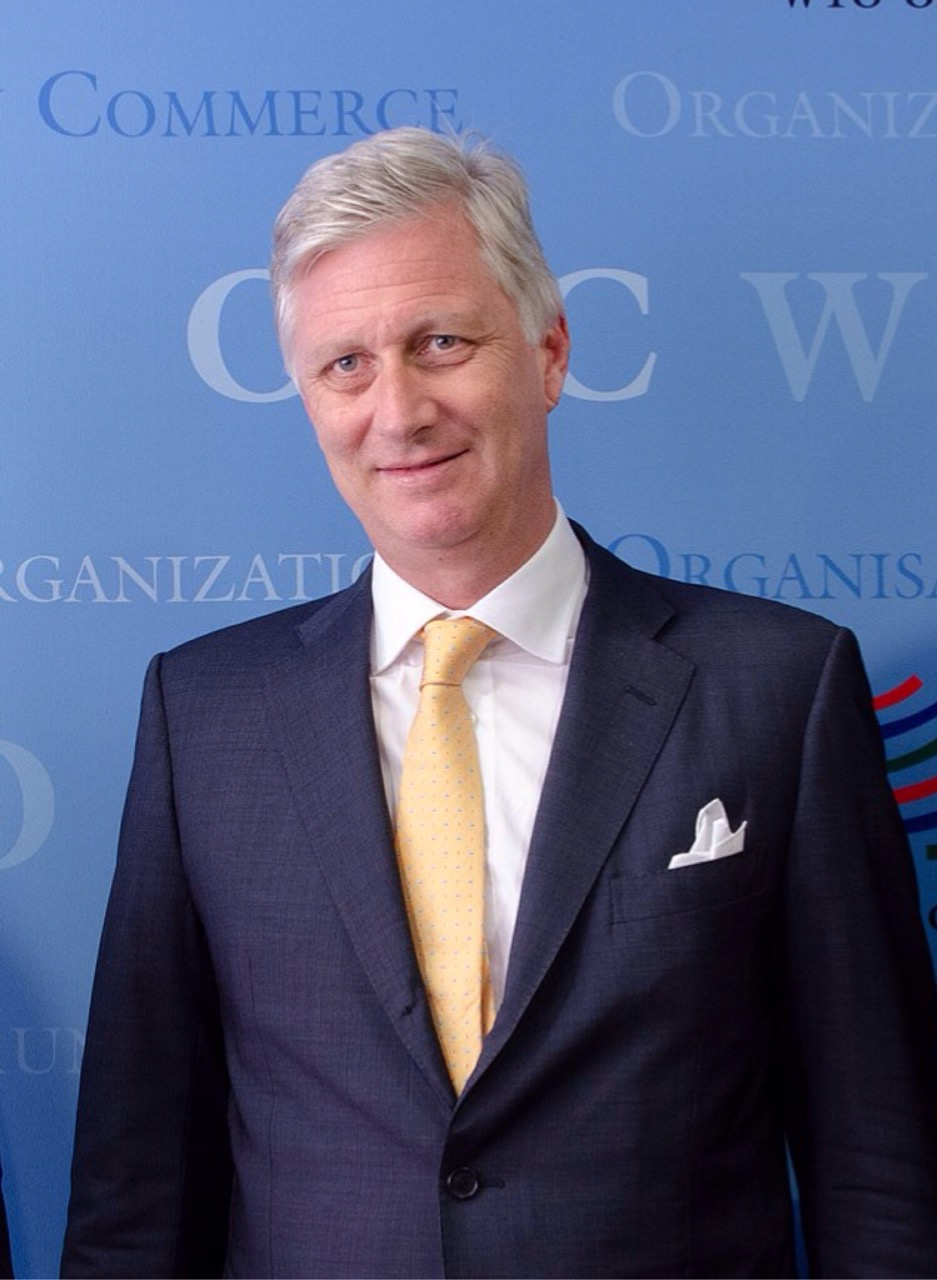
Filipe da Bélgica
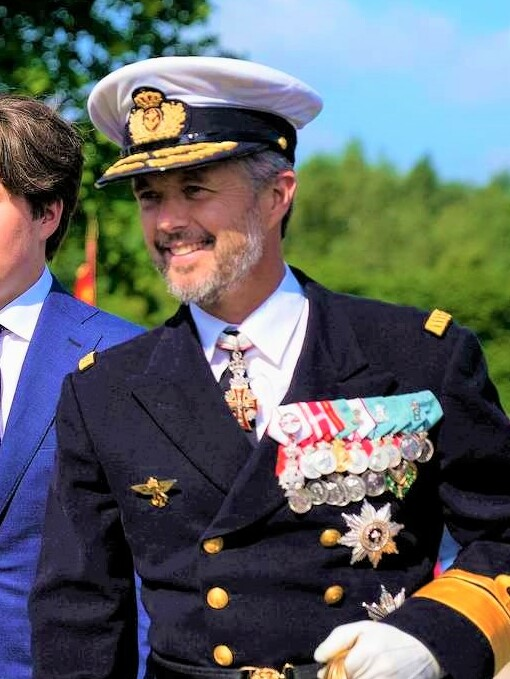
Frederico X da Dinamarca
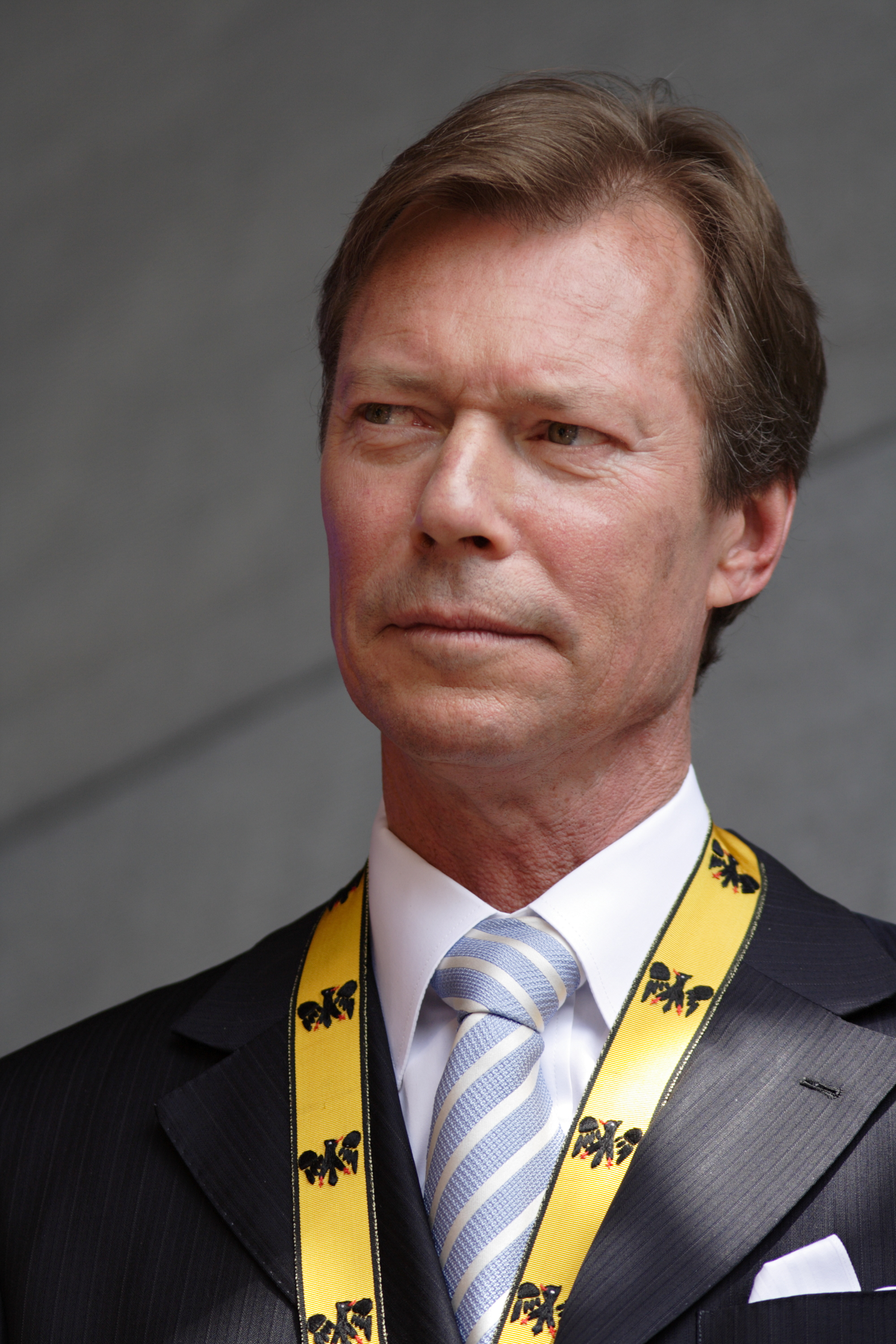
Henrique, Grão-Duque de Luxemburgo
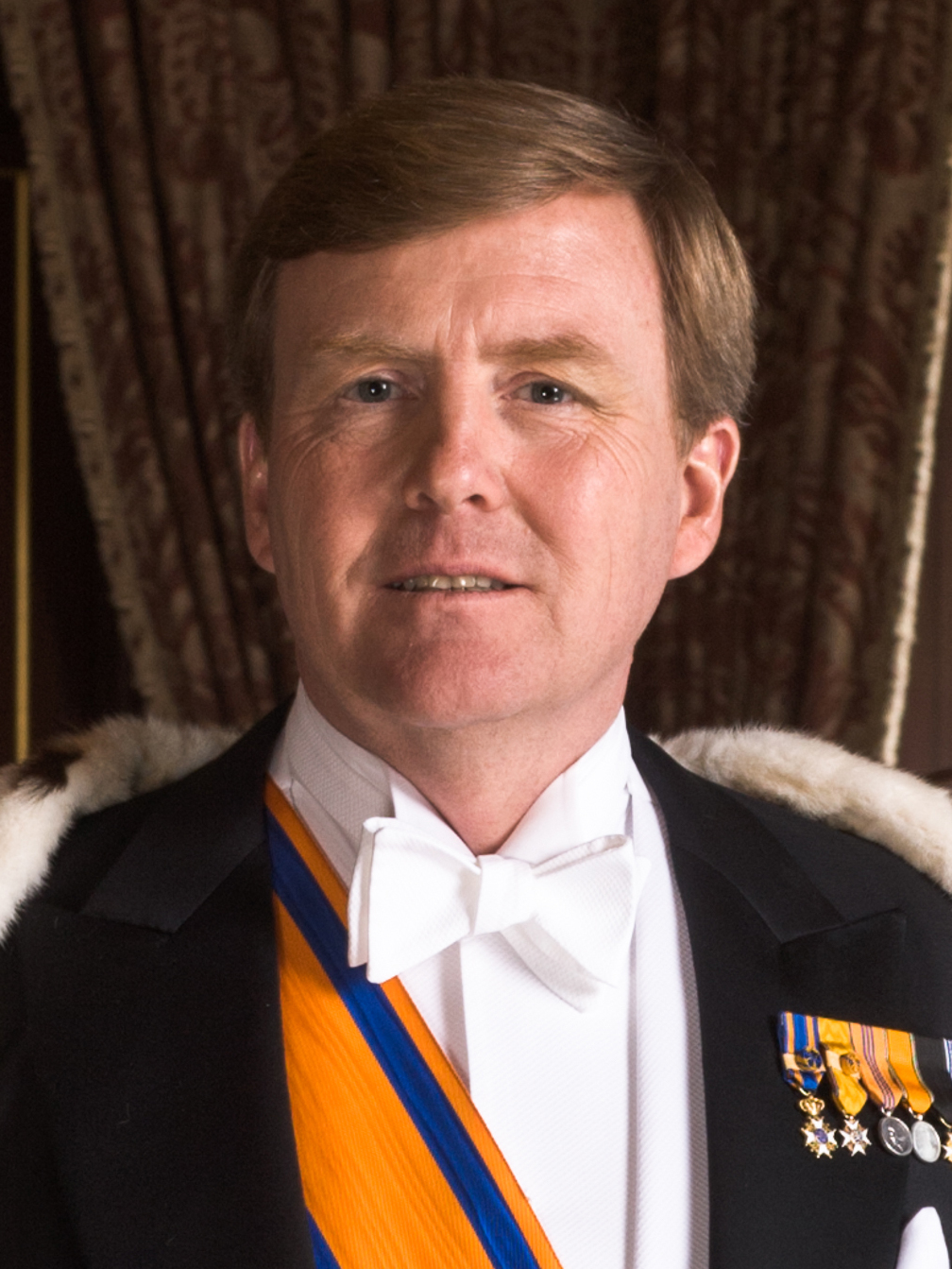
Guilherme Alexandre dos Países Baixos
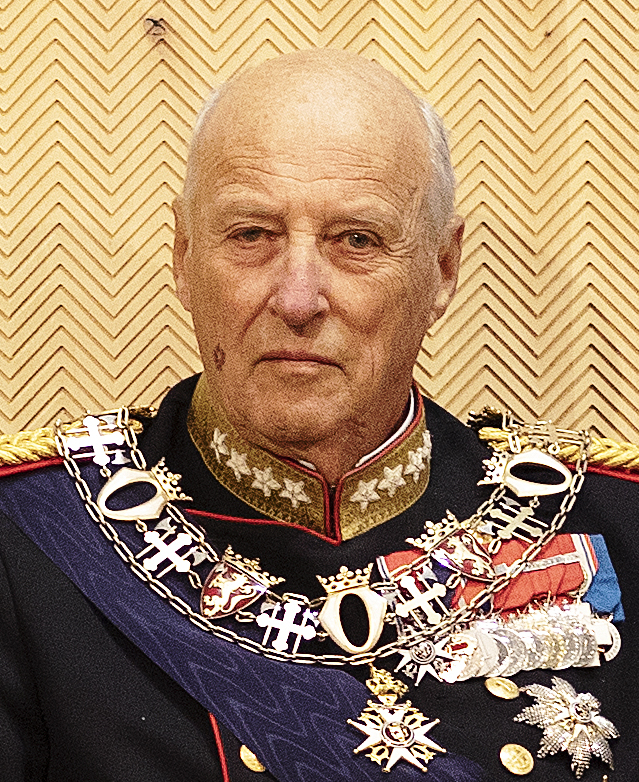
Haroldo V da Noruega
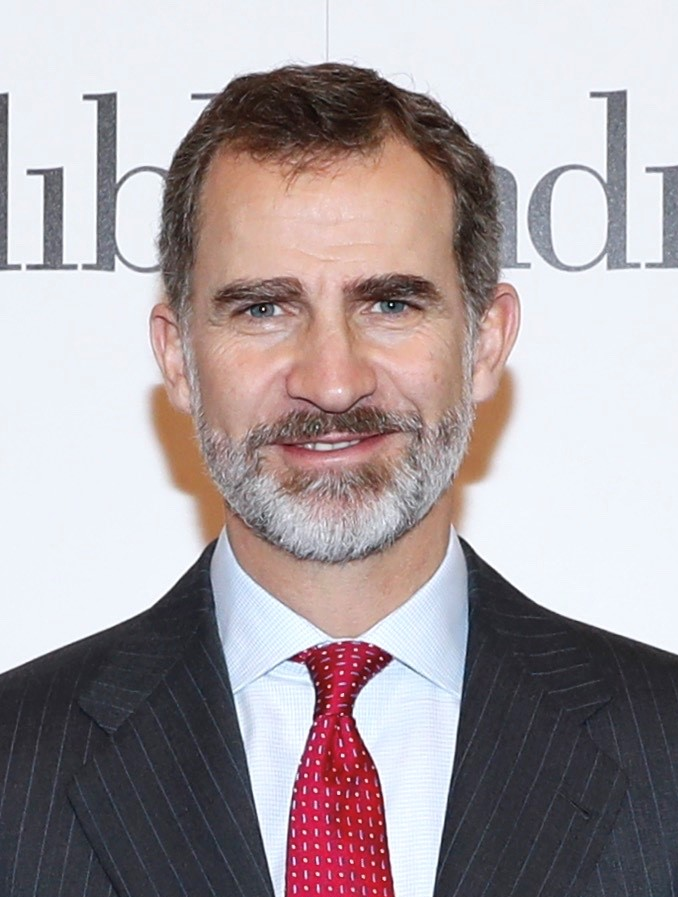
Filipe VI de Espanha
Carlos XVI Gustavo da Suécia
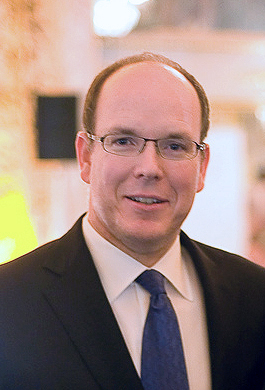
Alberto II de Mônaco
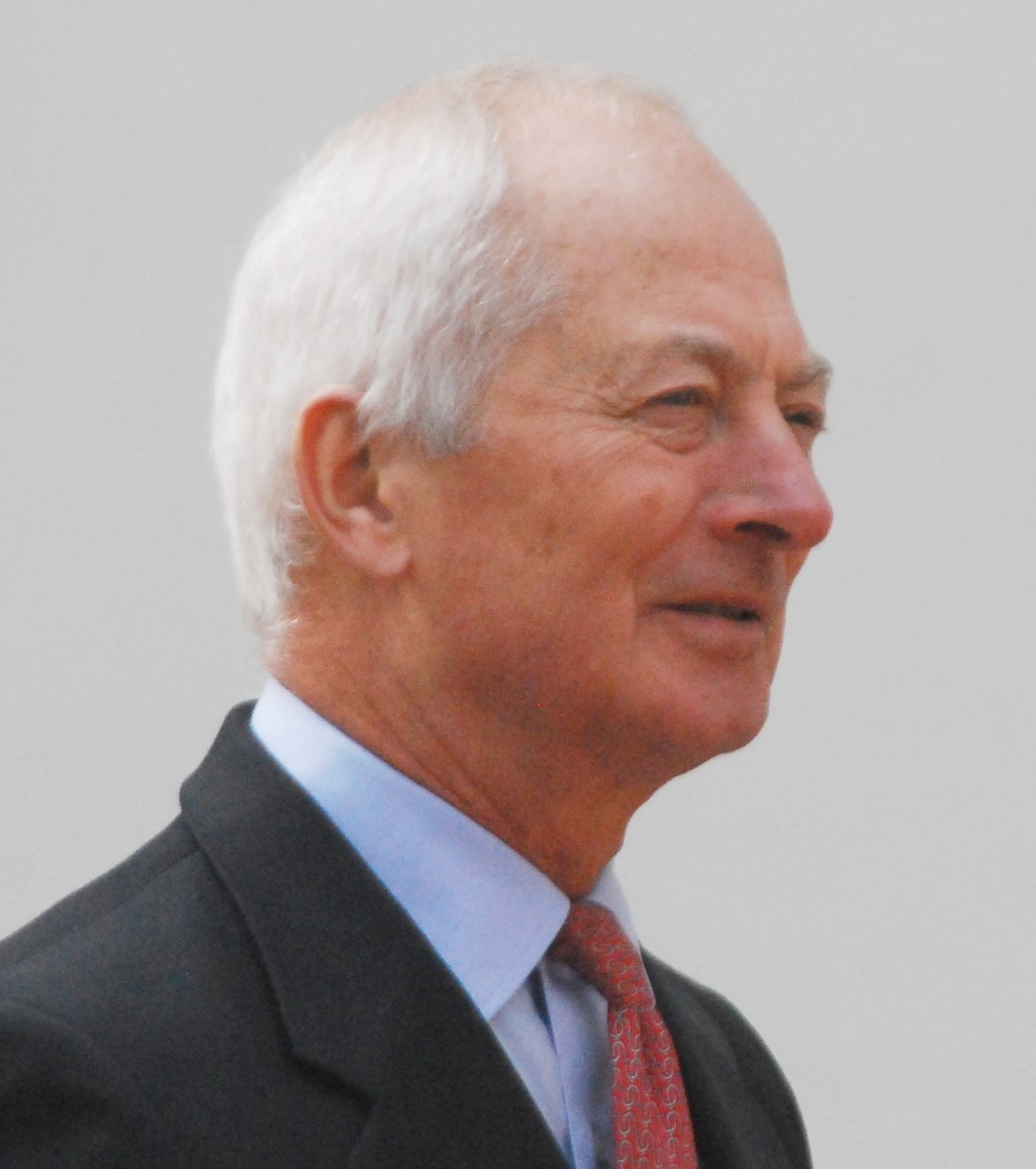
Hans-Adam II do Liechtenstein
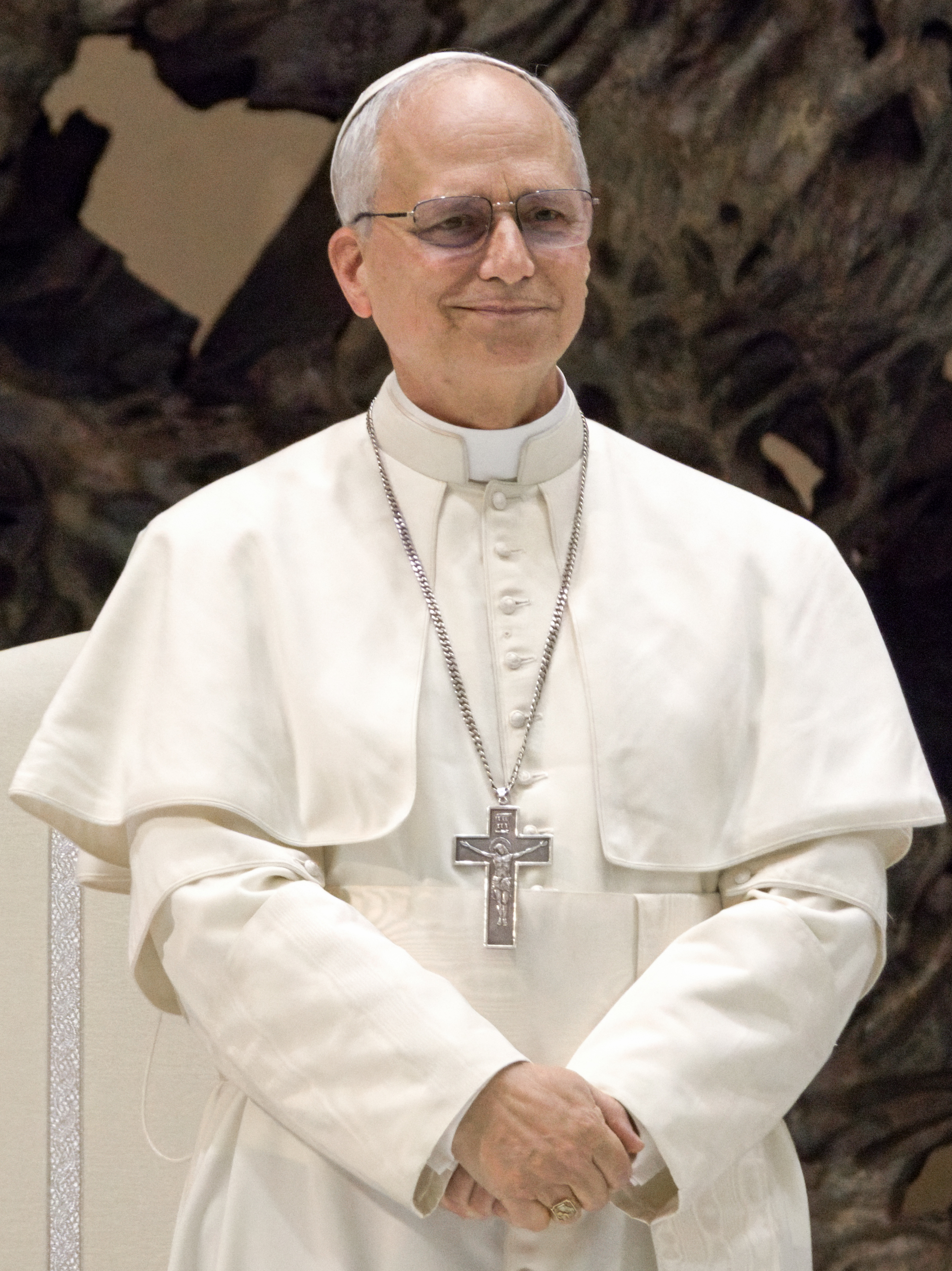
Papa Leão XIV (Soberano do Estado da Cidade do Vaticano)
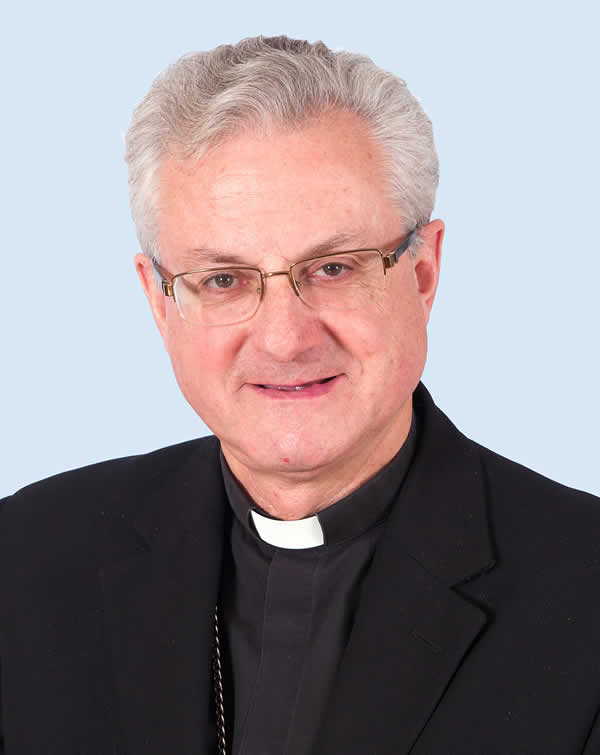
Bispo de Urgell Joan Enric Vives Sicília, co-príncipe de Andorra
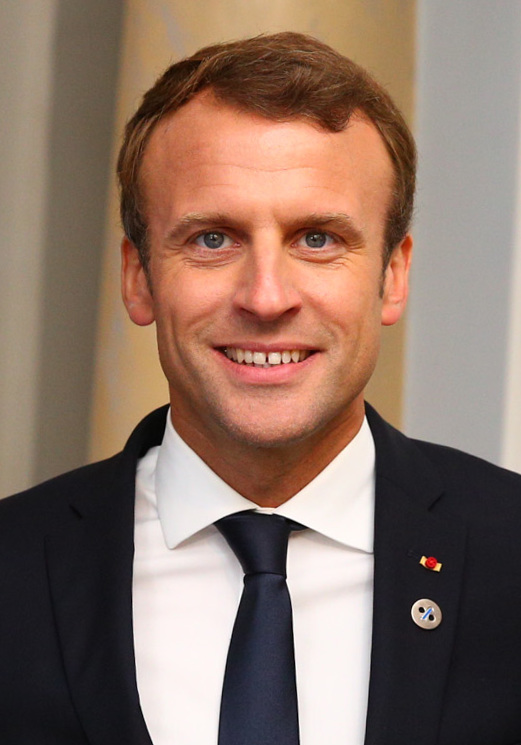
Emmanuel Macron, co-príncipe de Andorra

### Bélgica
A Bélgica tem sido um reino desde 21 de julho de 1831, sem interrupção, desde que se tornou independente do Reino Unido dos Países Baixos, com Leopoldo I como seu primeiro rei. A Bélgica é a única remanescente monarquia popular do mundo. O monarca é formalmente conhecido como "Rei dos Belgas", não "Rei da Bélgica". Em um referendo realizado em 12 de março de 1950, 57, 68 por cento dos belgas votaram a favor de permitir que Leopoldo III, cuja conduta durante a Segunda Guerra Mundial tinha sido considerada questionável e que tinha sido acusado de traição, para voltar ao trono, devido à agitação civil, entretanto, ele optou por abdicar em favor de seu filho Balduíno I em 16 de Julho de 1951. O novo rei Filipe ascendeu ao trono belga em 21 de julho de 2013 após a abdicação do seu pai Alberto II.

### Dinamarca

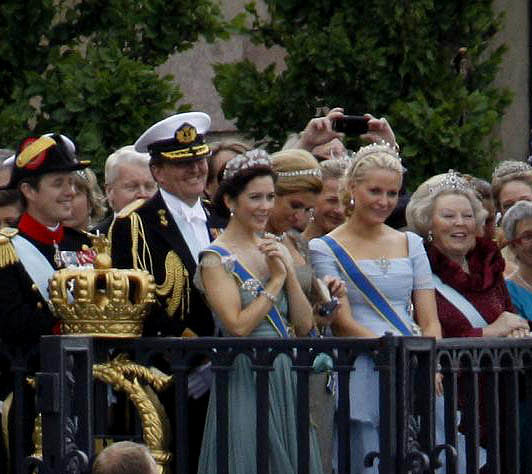
Os príncipes da Dinamarca, Noruega e Países Baixos e a rainha dos Países Baixos no Casamento Real da Suécia.

Na Dinamarca, a monarquia possui mais de 1000 anos de idade. Atualmente, cerca de 80 por cento apoia a manutenção da monarquia. O atual monarca é a rainha Margarida II. A monarquia dinamarquesa também inclui as Ilhas Faroe e a Gronelândia que são partes do Reino da Dinamarca com a regra de origem interna. Devido a esta situação, o monarca não tem título separado para estas regiões.
A família real é mais popular do que nunca na Dinamarca, onde oito em cada dez cidadãos são a favor da monarquia, segundo pesquisa publicada poucos dias antes do 40º aniversário do reinado de Margrethe II, em 14 de janeiro de 2012.
A Dinamarca tem a monarquia mais popular da Europa, afirmou Lars Hovbakke Soerensen, da Universidade de Copenhague.
Apesar de 16% dos dinamarqueses preferirem viver numa república, nada menos que 77% da população defende que o país tenha uma monarquia.

### Espanha
A Espanha entrou em existência como um único reino unido sob Carlos I de Espanha em 23 de janeiro de 1516. A monarquia foi brevemente interrompida pela Primeira República Espanhola de 11 de fevereiro de 1873 até 29 de dezembro de 1874, quando foi restaurada. A monarquia foi abolida novamente em 14 de abril de 1931, primeiro pela Segunda República Espanhola - que durou até 1 de abril de 1939 e, posteriormente, pela ditadura do general Francisco Franco, que governou até sua morte em 20 de novembro de 1975. A monarquia foi novamente restaurada em 22 de novembro de 1975 sob o rei Juan Carlos I. Hoje, há um grande número de organizações e campanhas em favor do estabelecimento de uma Terceira República Espanhola. No entanto, apenas 25 por cento dos espanhóis são favoráveis à criação de uma república.
No dia 2 de Junho de 2014, o rei Juan Carlos I abdicou oficialmente do trono, passando-o para o seu herdeiro Filipe, que é o sexto do seu nome. Segundo comunicou o antigo rei Juan Carlos, a sua abdicação já era pensada desde janeiro de 2014, data em que comemorou 76 anos sendo que apenas esperava um momento oportuno para anunciar a sua abdicação. Também comunicada pelo antigo rei, foi a esperança de que com a subida de rei Filipe VI venha uma "etapa de esperança na qual se combinem a experiência adquirida e o impulso de uma nova geração." Em 19 de junho de 2014, Filipe VI tornou-se Rei de Espanha.

### Luxemburgo
O Luxemburgo permaneceu sob controle francês até a derrota de Napoleão, em 1815, quando o Congresso de Viena deu autonomia formal ao Luxemburgo. Originalmente, o Luxemburgo estava em união pessoal com o Reino Unido dos Países Baixos e o Reino dos Países Baixos desde de 16 de março de 1815 até 23 de novembro de 1890. Foi elevado ao status de grão-ducado e colocado sob o jugo do rei da Holanda. Todavia, seu valor militar para os alemães foi um empecilho para que a lei fosse cumprida, e o grão-ducado ficou de fora do reino holandês. O forte foi tomado por forças prussianas, após a derrota de Napoleão, e Luxemburgo foi feito membro da Confederação Germânica, com a Prússia responsável por sua defesa.
O Luxemburgo permaneceu uma possessão dos reis holandeses até a morte de William III em 1890, quando o grão-ducado passou para as mãos de Casa de Nassau-Weilburg, devido à Lei Sálica.
Em um referendo realizado em 28 de setembro de 1919, 80, 34 por cento votaram a favor da manutenção da monarquia.
Em 4 de março de 1998, o príncipe Henrique foi apontado como tenente-representativo por seu pai, assumindo assim a maioria dos poderes constitucionais do grão-duque João. Em 7 de outubro de 2000, imediatamente depois da abdicação do Grão-duque João, Henrique ascendeu como Grão-duque de Luxemburgo e fez o juramento constitucional ante a Câmara de Deputados, mais tarde naquele dia.

### Noruega

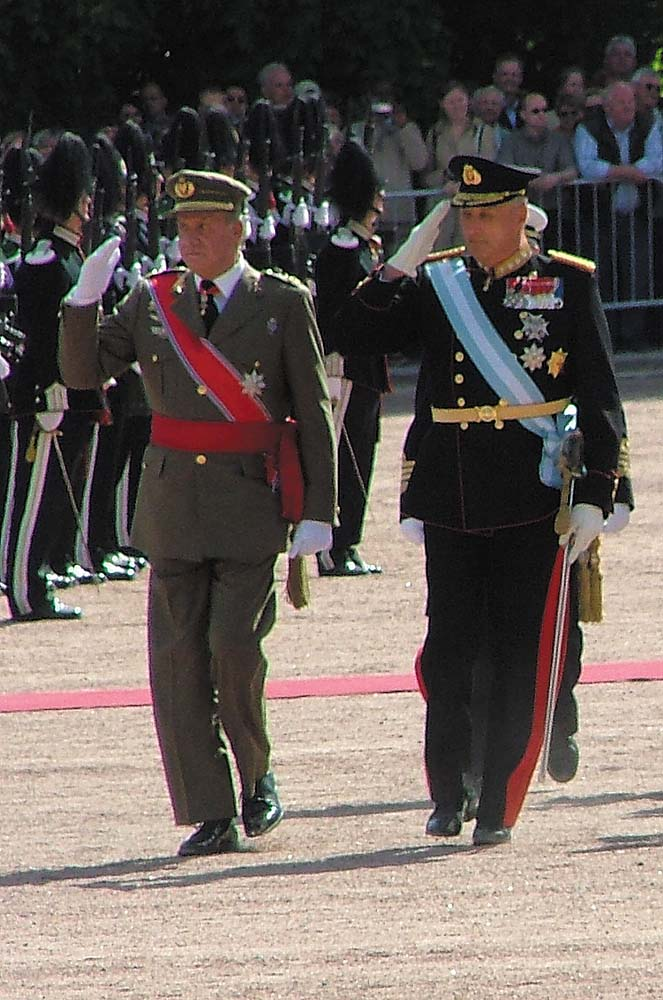
Os reis Juan Carlos I de Espanha e Haroldo V da Noruega.

A Noruega estava independente pela primeira vez no período em torno de 1000-1400, quando se tornou parte da União de Kalmar de 1397 até 1524, parte da união entre a Dinamarca e a Noruega de 1536 até 1814 e, finalmente, parte da união entre a Suécia e a Noruega de 1814 até 1905. A Noruega tornou-se independente novamente em 7 de junho de 1905. Cerca de 20 por cento dos noruegueses são a favor da criação de uma república. O atual monarca é o rei Haroldo V.

### Países Baixos
A Holanda tornou-se originalmente independente como a República das Sete Províncias Unidas dos Países Baixos, de 26 de julho de 1581 até 18 de janeiro de 1795, quando se transformou em um estado fantoche francês, chamado inicialmente de República Batava, de 19 de janeiro de 1795 até 4 de junho de 1806, e posteriormente de Reino da Holanda, de 5 de junho de 1806 até 9 de julho de 1810, quando foi anexada ao Império Francês. A Holanda tornou-se novamente independente com a criação do Reino Unido dos Países Baixos em 16 de Março de 1815, que durou até a independência da Bélgica em 21 de julho de 1831,quando se transformou no Reino dos Países Baixos. Hoje em dia, cerca de 70 a 80 por cento dos holandeses são a favor da permanência da monarquia. Em 30 de Abril de 2013 a rainha Beatriz abdicou para o filho Guilherme Alexandre que se tornou o novo rei dos Países Baixos.

### Reino Unido

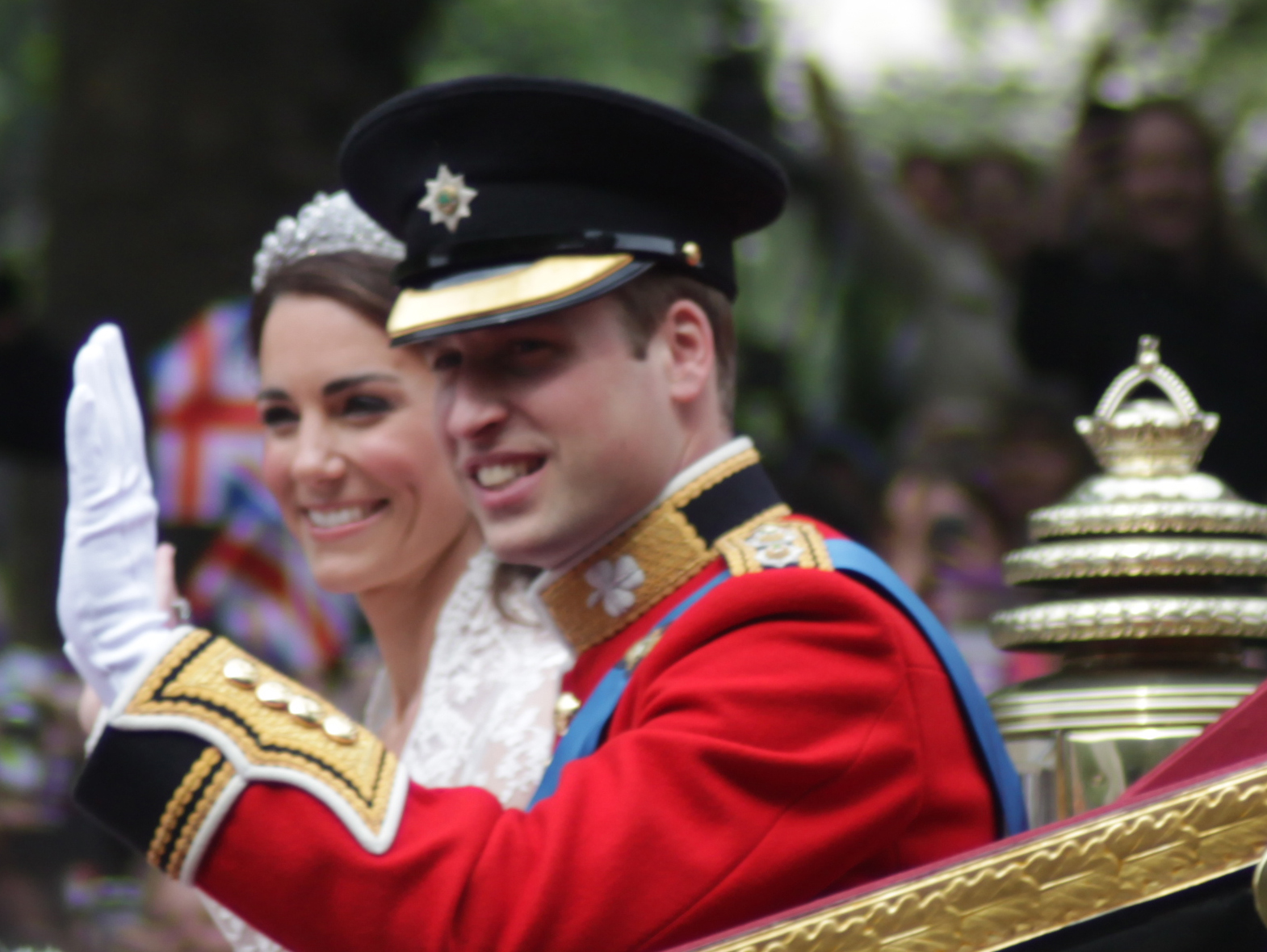
O príncipe William e Kate Middletan a 29 de abril de 2011 num dos maiores casamentos reais do século XXI

A monarquia do Reino Unido da Grã-Bretanha e Irlanda do Norte pode ser definida ter começado quer com o Reinos de Inglaterra (871) ou na Escócia (843), com a União das Coroas em 24 de Março de 1603, ou com os Atos de União de 1 de Maio de 1707. Ele foi brevemente interrompido pelo Interregno Inglês, com a Commonwealth de Inglaterra existentes em seu lugar a partir de 30 de janeiro de 1649 até 15 de dezembro de 1653 e de 26 de maio de 1659 até 25 de maio de 1660 e O Protetorado tomando seu lugar a partir de 16 de dezembro de 1653 até 25 de maio de 1659. O atual monarca é o rei Charles III.
O apoio para o estabelecimento de uma república em vez de uma monarquia estava em torno de 18 por cento no Reino Unido em 2006, enquanto a maioria pensa que haverá ainda uma monarquia no Reino Unido daqui a dez anos, a opinião pública é bastante incerta sobre uma monarquia ainda existente em 50 anos e uma clara maioria acredita que a monarquia não vai mais existir em um século desde que a pesquisa foi feita. A opinião pública é, no entanto, certa de que a monarquia ainda existirá daqui a 30 anos. Cerca de 30 por cento são a favor da interrupção da monarquia após a morte da rainha Isabel. O monarca do Reino Unido é também o monarca dos quinze outros reinos da Commonwealth, nenhum dos quais na Europa. Alguns desses reinos têm níveis significativos de apoio para o republicanismo.
Cerca de 80% dos cidadãos britânicas manifestaram-se a favor da monarquia, segundo uma pesquisa de opinião divulgada no mesmo dia em que a rainha Isabel II comemora o jubileu de 60 anos de reinado com um desfile militar no castelo de Windsor.
A sondagem realizada pelo instituto Ipsos Mori com 1006 adultos britânicos mostra que oito em cada dez são a favor da monarquia. Segundo a pesquisa, apenas 13% disseram-se favoráveis à adopção da república como forma de governo.
Os dados mostram que os mais monarquistas são os habitantes das Midlands, o centro do país, onde 89% dos entrevistados disseram ser a favor da monarquia contra apenas 9% a favor da sua abolição.
O sul de Inglaterra é a região na qual a monarquia conta com menor apoio com 76% dos entrevistados a favor contra 17% pró-república.
O apoio à monarquia é maior entre os mais velhos com nove entre dez britânicos com mais de 55 anos a favor da permanência da realeza.
Os entrevistados que se disseram conservadores são mais favoráveis à manutenção da monarquia parlamentarista com 96% a favor.
Entre os liberais democratas 84% são a favor da monarquia e entre os que apoiam a esquerda trabalhista 74% é a favor.
«O apoio à família real sempre foi grande e consistente, mas com as comemorações do Jubileu da rainha, esse apoio chegou a níveis recordes», disse director-adjunto da Ipsos Mori, Simon Atkinson.

### Suécia

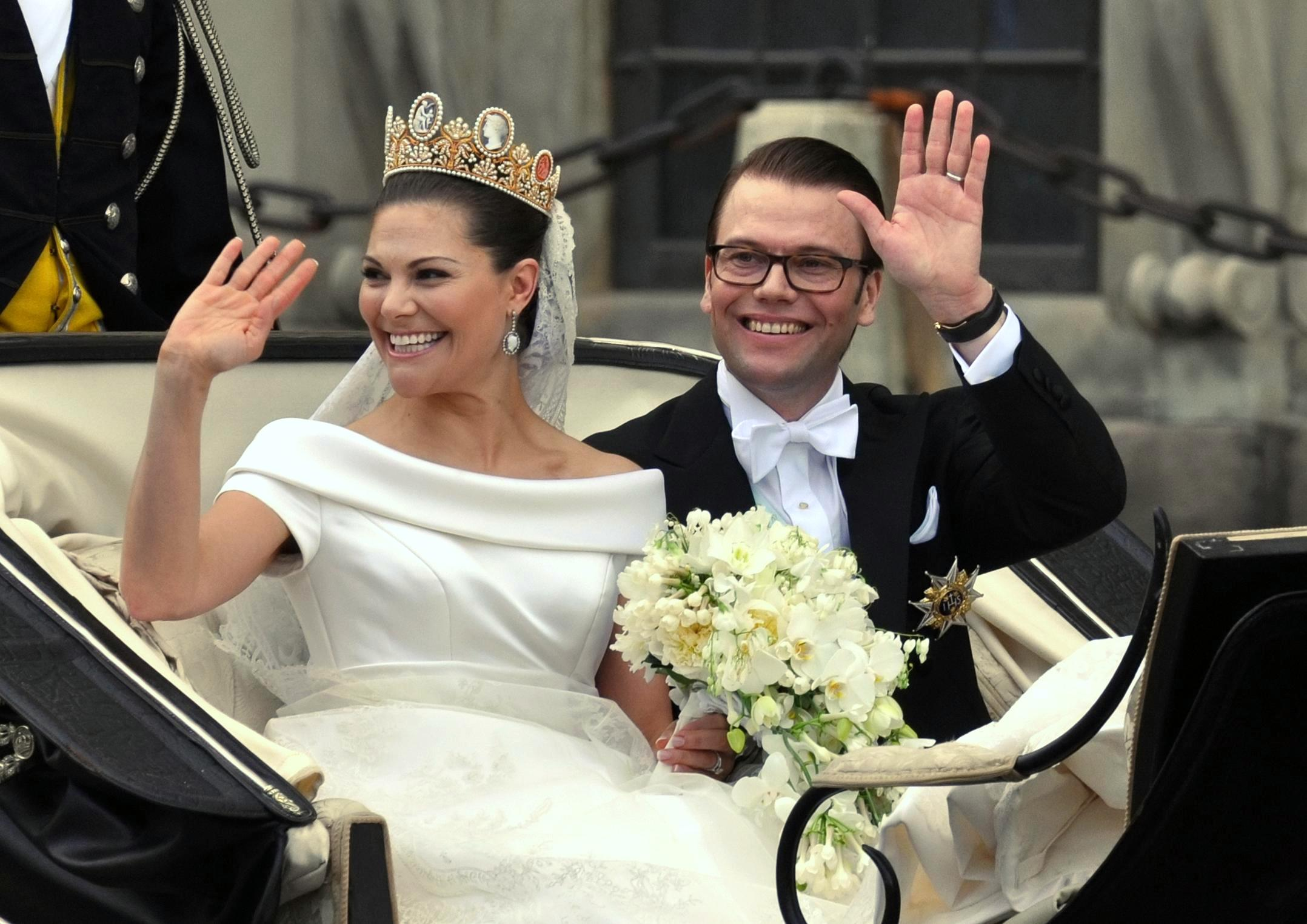
Aprincesa Vitória e o príncipe Daniel na carruagem real.

A Suécia e a sua monarquia volta, tanto quanto a dinamarquesa, para os semi-reis lendários antes do século X, desde então não foi interrompida. A atual família real pertence á Casa de Bernadotte. O atual monarca é o rei Carlos XVI Gustavo da Suécia.
Uma reforma constitucional em 1980 mudou as regras para a sucessão de igual primogenitura. Isto permitiu a coroa passar para o filho mais velho, independentemente de género e, assim, instalada a princesa Vitória, Princesa Herdeira da Suécia como herdeira sobre o seu irmão mais novo, príncipe Carlos Filipe da Suécia.
Uma pesquisa realizada em fevereiro de 2012 pelo diário Dagens Nyheter, mostrou que 66 por cento dos suecos apoiavam a monarquia, uma queda em relação aos 70 por cento em novembro de 2009 e aos 74 por cento em fevereiro de 2009.

### Andorra
Andorra foi um co-principado desde a assinatura de um paréage em 1278, quando a Condado de Foix e o Bispado de Urgel concordaram em compartilhar a soberania sobre o país. Após o título de conde de Foix ter passado para o rei de Navarra e, depois de Henrique de Navarra torna-se Henrique IV de França, um édito foi emitido em 1607 que estabeleceu o chefe de Estado francês como o sucessor legal para a condado de Foix em conta o paréage. Andorra foi anexada pelo Primeiro Império Francês, juntamente com a Catalunha, em 1812-1813. Depois do fim do império, Andorra tornou-se independente novamente. A corrente conjunta de Monarcas são o Bispo Joan Enric Vives i Sicília e o presidente Emmanuel Macron da França.

### Liechtenstein
Liechtenstein formalmente entrou em existência em 23 de janeiro de 1719, quando Carlos VI, Imperador Romano-Germânico decretou o senhorio de Schellenberg e Vaduz unidos e elevado à dignidade de um principado. Liechtenstein foi uma parte do Sacro Império Romano-Germânico até o Tratado de Pressburg ser assinado em 26 de dezembro de 1805, o que marcou a independência formal do Liechtenstein, embora fosse um membro da Confederação do Reino e da Confederação Germânica depois. Enquanto o Liechtenstein ainda estava alinhado com a Áustria-Hungria até a Primeira Guerra Mundial, ele realinhou a sua política e seus costumes e instituições monetárias com a Suíça em seu lugar.
Tendo sido uma monarquia constitucional desde 1921, Hans-Adam II exigiu mais influência na política do Liechtenstein no início do século XXI, que foi concedida em um referendo realizado em 16 de março de 2003, efetivamente tornando Liechtenstein uma monarquia constitucional semi-nova. No entanto, as mudanças constitucionais preveem também a possibilidade de um referendo para abolir a monarquia inteiramente. O atual monarca é Hans-Adam II, que virou as decisões do dia-a-dia que regem a seu filho e herdeiro Aloísio, em 15 de agosto de 2005.

### Monaco

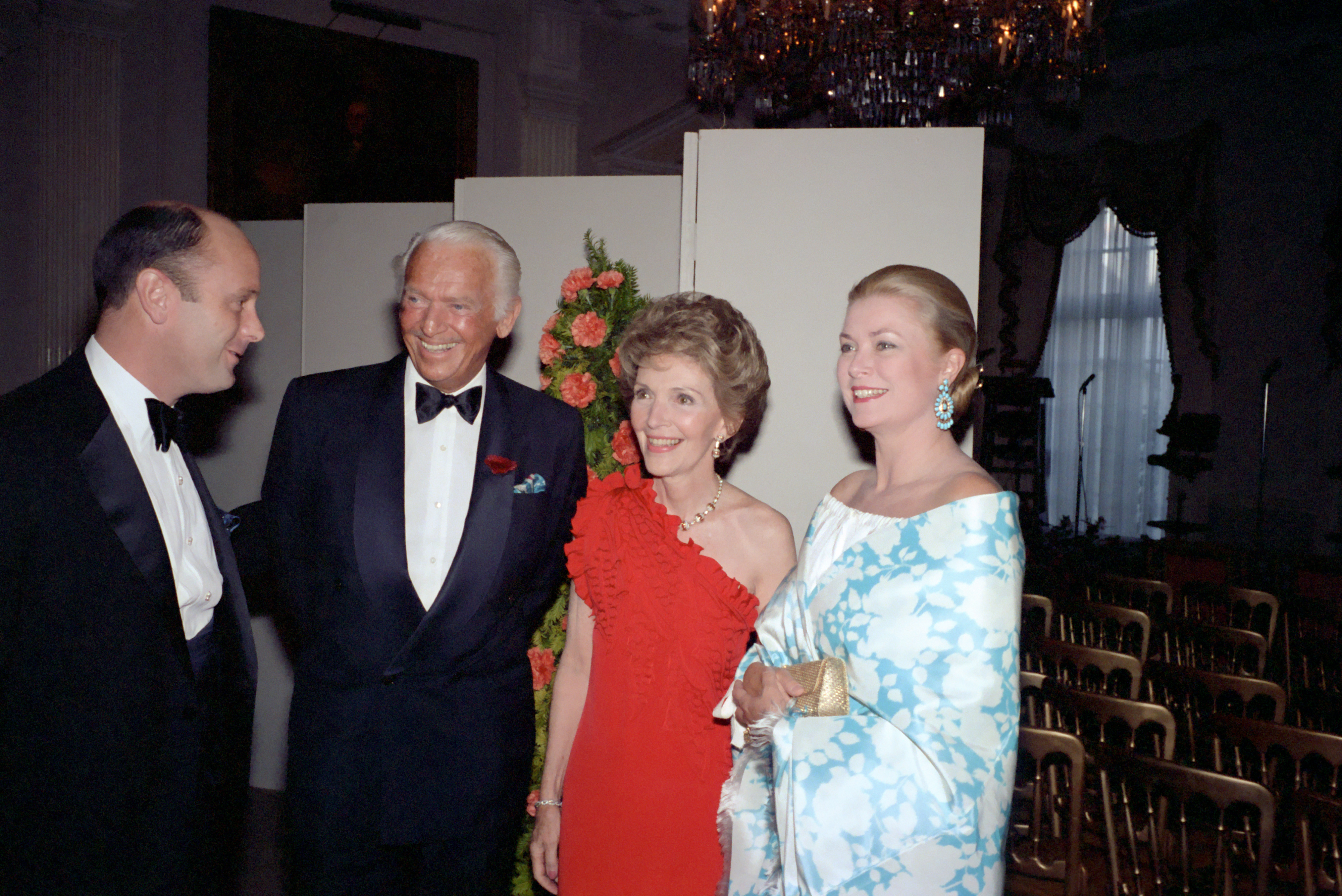
A princesa Grace Kelly do Mónaco com Nancy Reagan e Douglas Fairbanks no casamento da princesa Diana com o príncipe Carlos

O Mônaco tem sido governado pela Casa de Grimaldi desde 1297. De 1793 até 1814, o Mônaco estava sob o controle francês. Com o Congresso de Viena, Mônaco foi designado como sendo um protetorado do Reino da Sardenha de 1815 até 1860, quando o Tratado de Turim cedeu os condados vizinhos de Nice, e Savoia para a França. Menton e Roquebrune-Cap-Martin, foram parte do Mônaco, até meados do século XIX antes de secessão na esperança de serem anexadas por Sardenha, mas foram cedidos à França em troca de 4.000.000 francos franceses com o Tratado franco-monegasco em 1861, que também formalmente garantia a sua independência do Monaco.
Até 2002, o Mônaco teria-se tornado parte da França mas a casa de Grimaldi, em um tratado assinado naquele ano, em que as duas nações concordaram que o Mônaco permaneceria independente, mesmo em tal caso. O atual monarca é o príncipe Alberto II.

### Estado do Vaticano
A Cidade do Vaticano não era um Estado soberano até o século XX. No século XIX a anexação dos Estados Pontifícios pelo Reino da Sardenha, e o subsequente estabelecimento do Reino de Itália, não foram reconhecidos pelo Vaticano. No entanto, pelo Tratado de Latrão de 1929, o Reino da Itália reconheceu a independência da Cidade do Vaticano, e vice-versa. Desde então, o Monarca eleito do Estado da Cidade do Vaticano tem sido o Papa, cujo atual é Papa Leão XIV.

## Palácios
Estes são os palácios onde residem os reis, grão-duque e príncipes soberanos da Europa:

Residências Reais da Europa
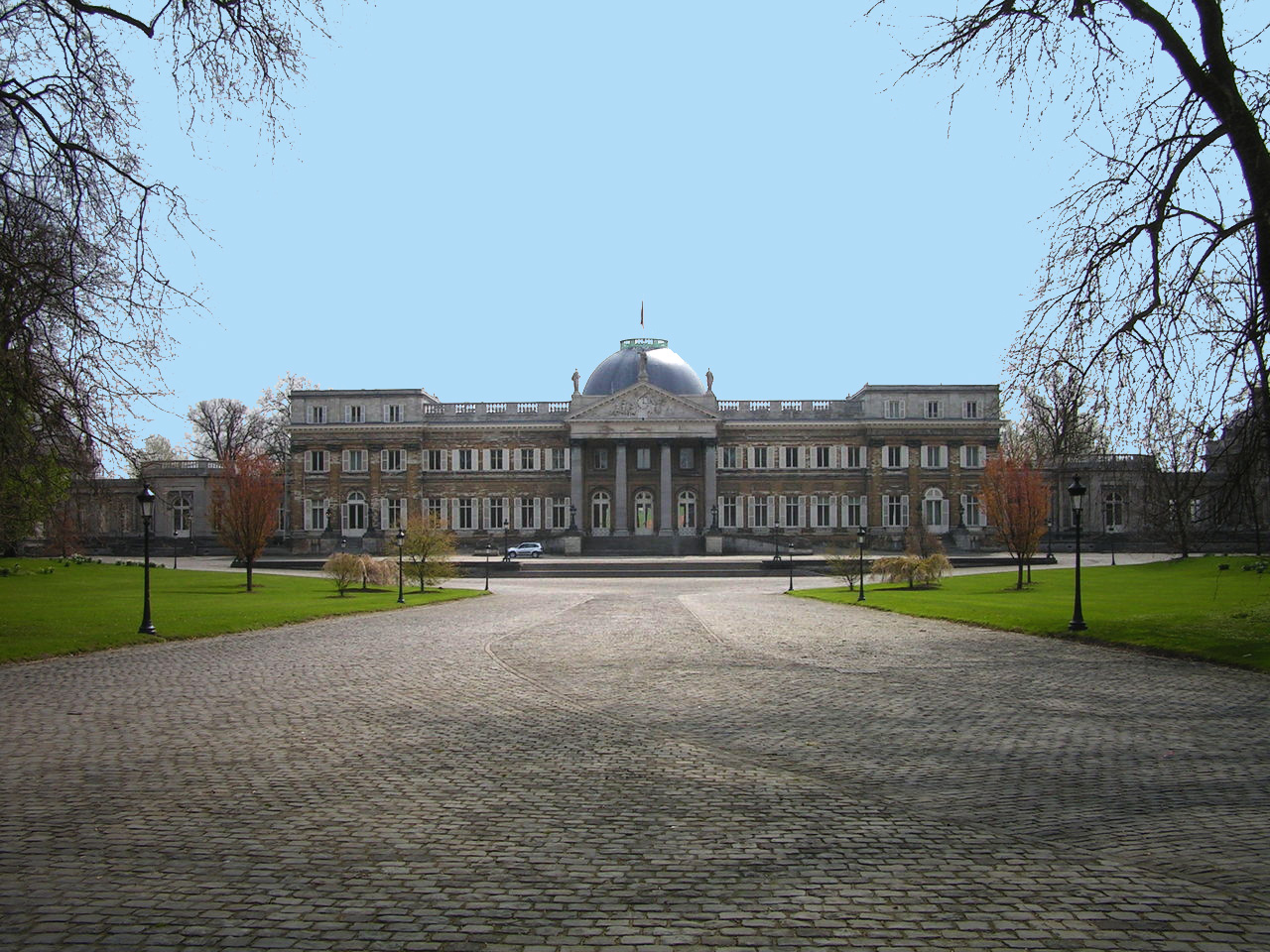
Castelo Real de Laeken, residência do rei da Bélgica
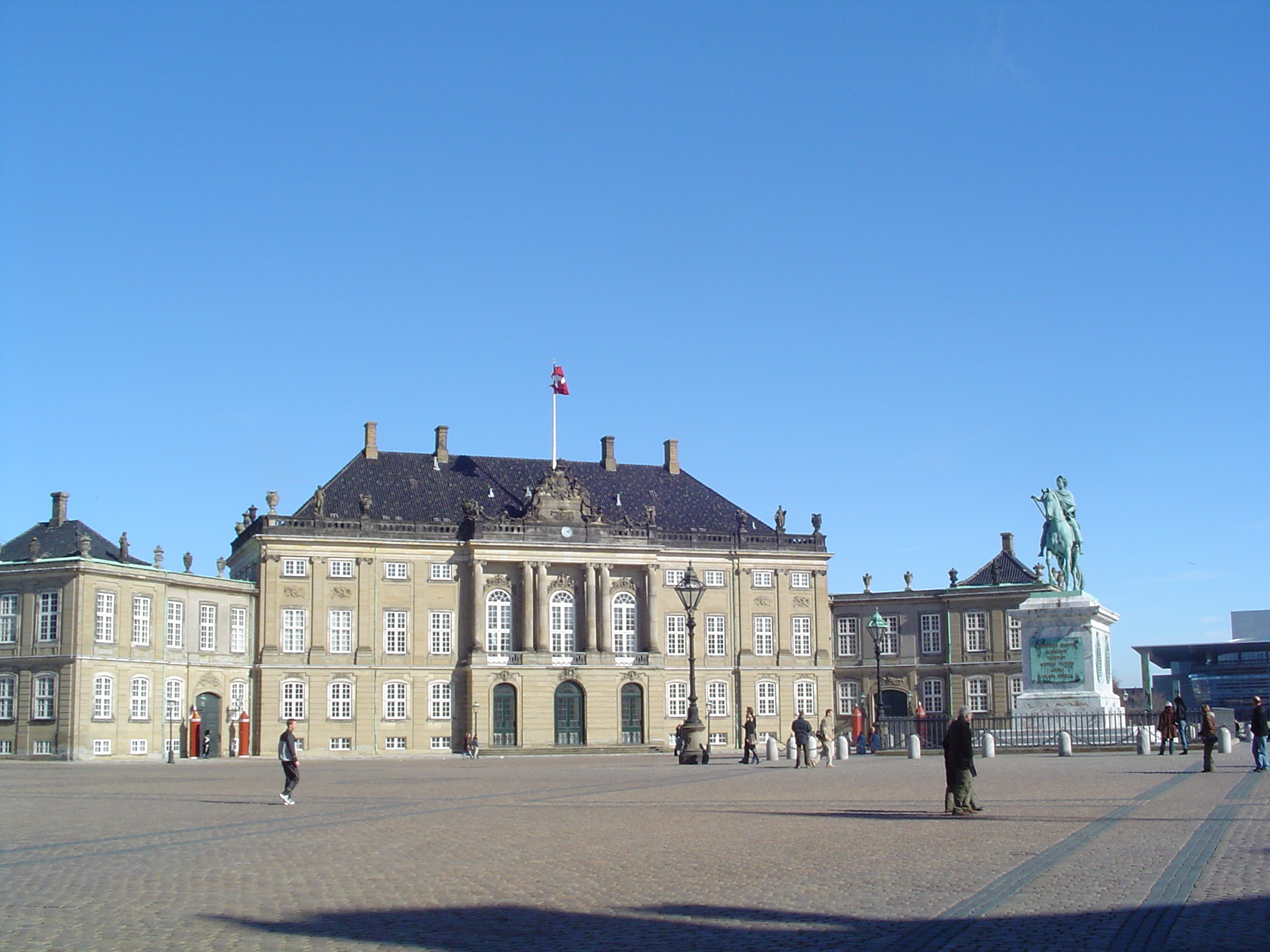
Palácio de Amalienborg, residência da rainha da Dinamarca
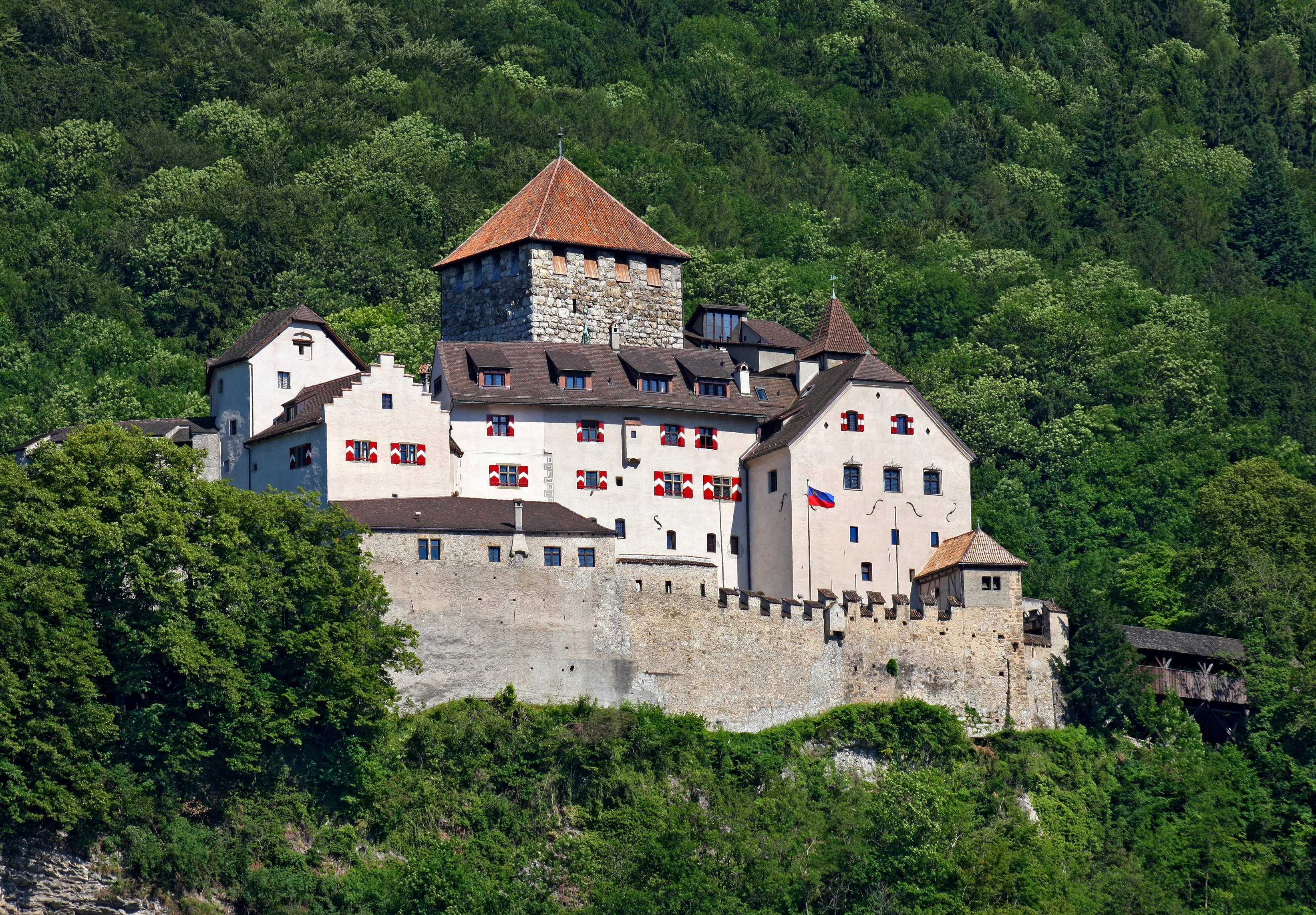
Castelo de Vaduz, residência do príncipe soberano do Liechtenstein
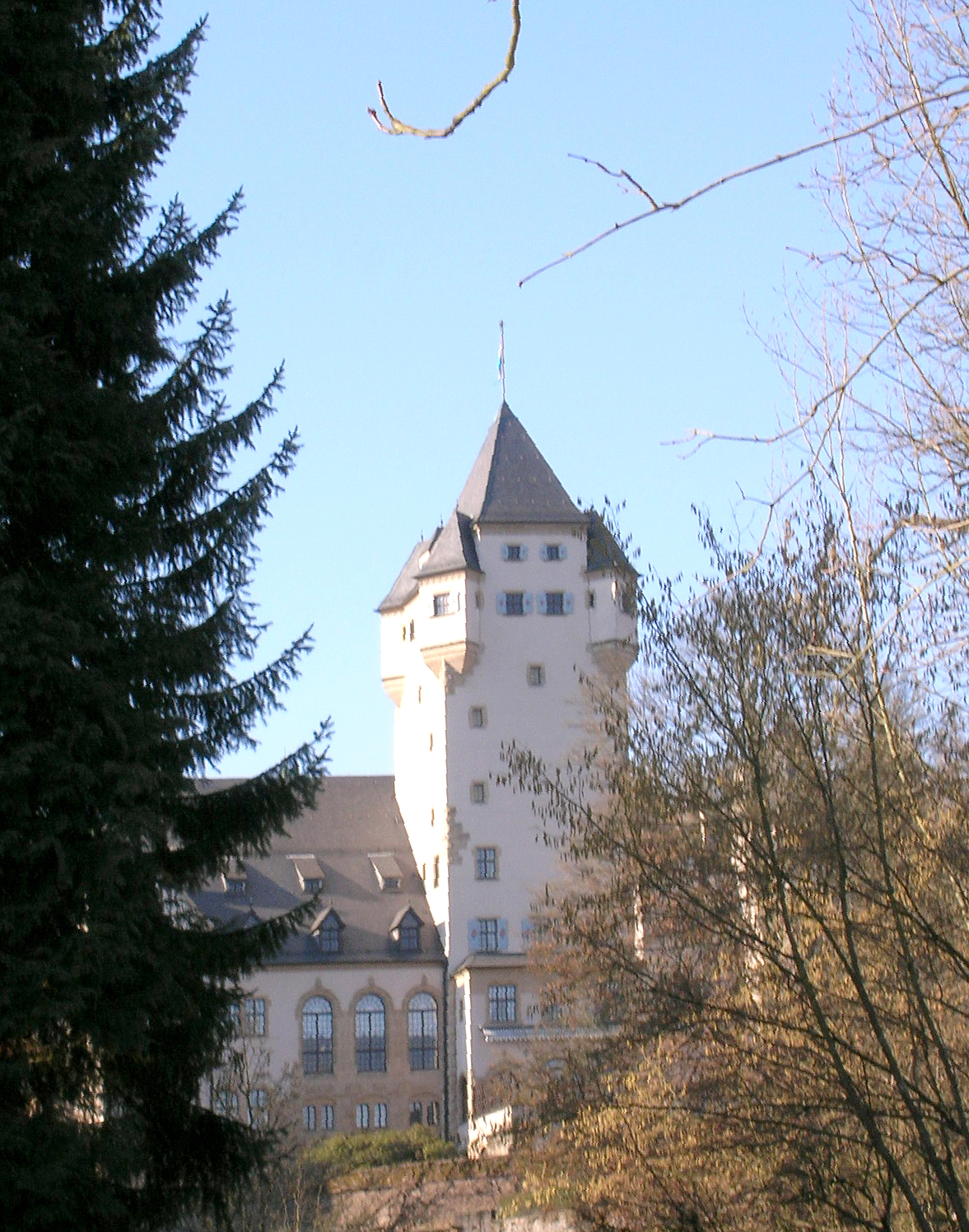
Castelo de Berg, residência do grão-duque do Luxemburgo
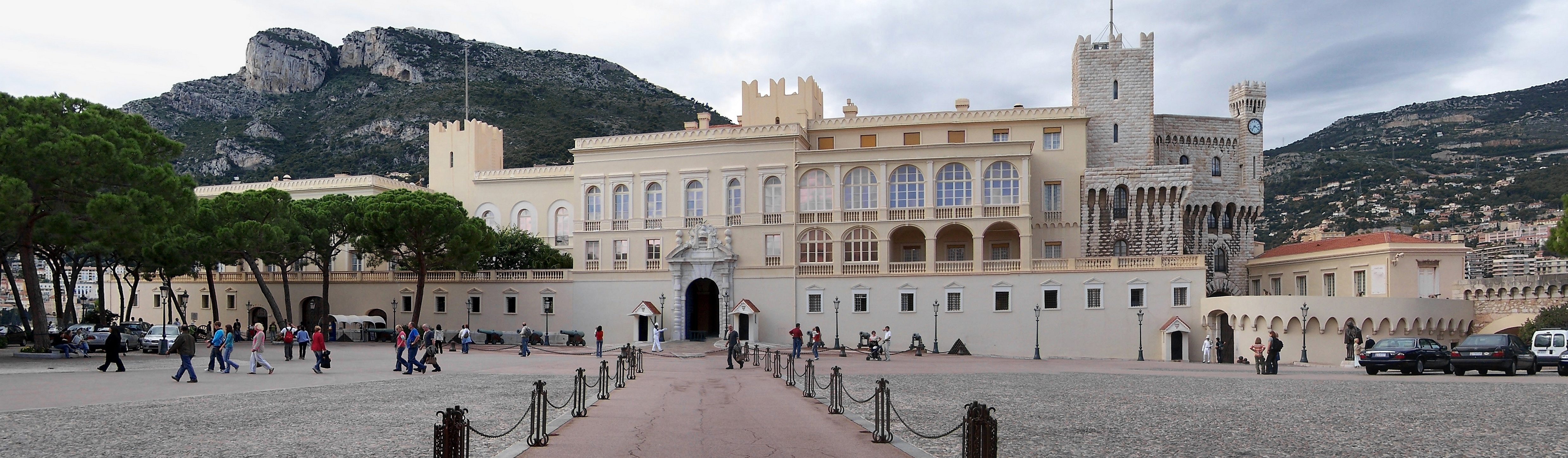
Palácio do Príncipe de Mônaco, residência do príncipe soberano do Mónaco
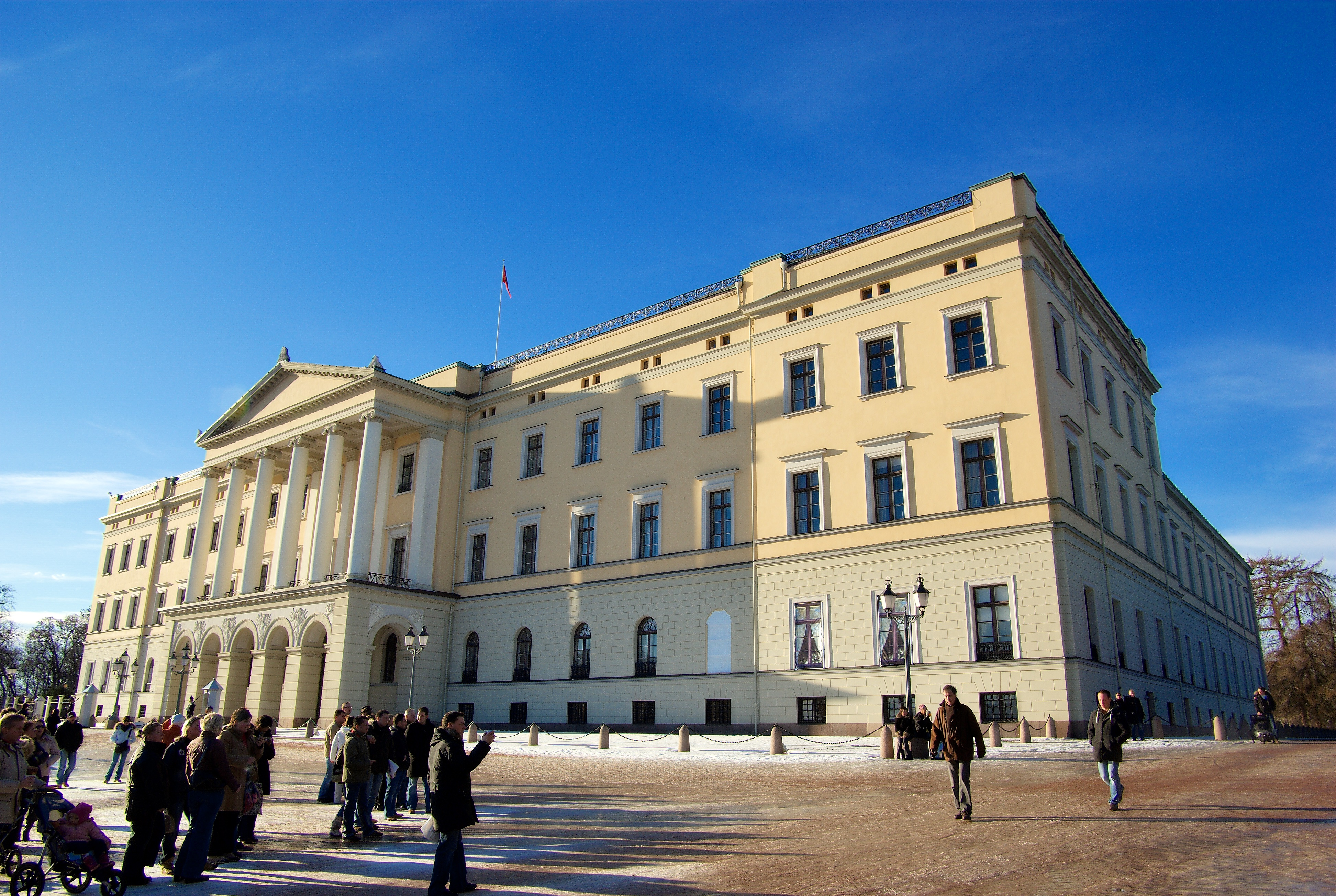
Palácio Real de Oslo, residência do rei da Noruega
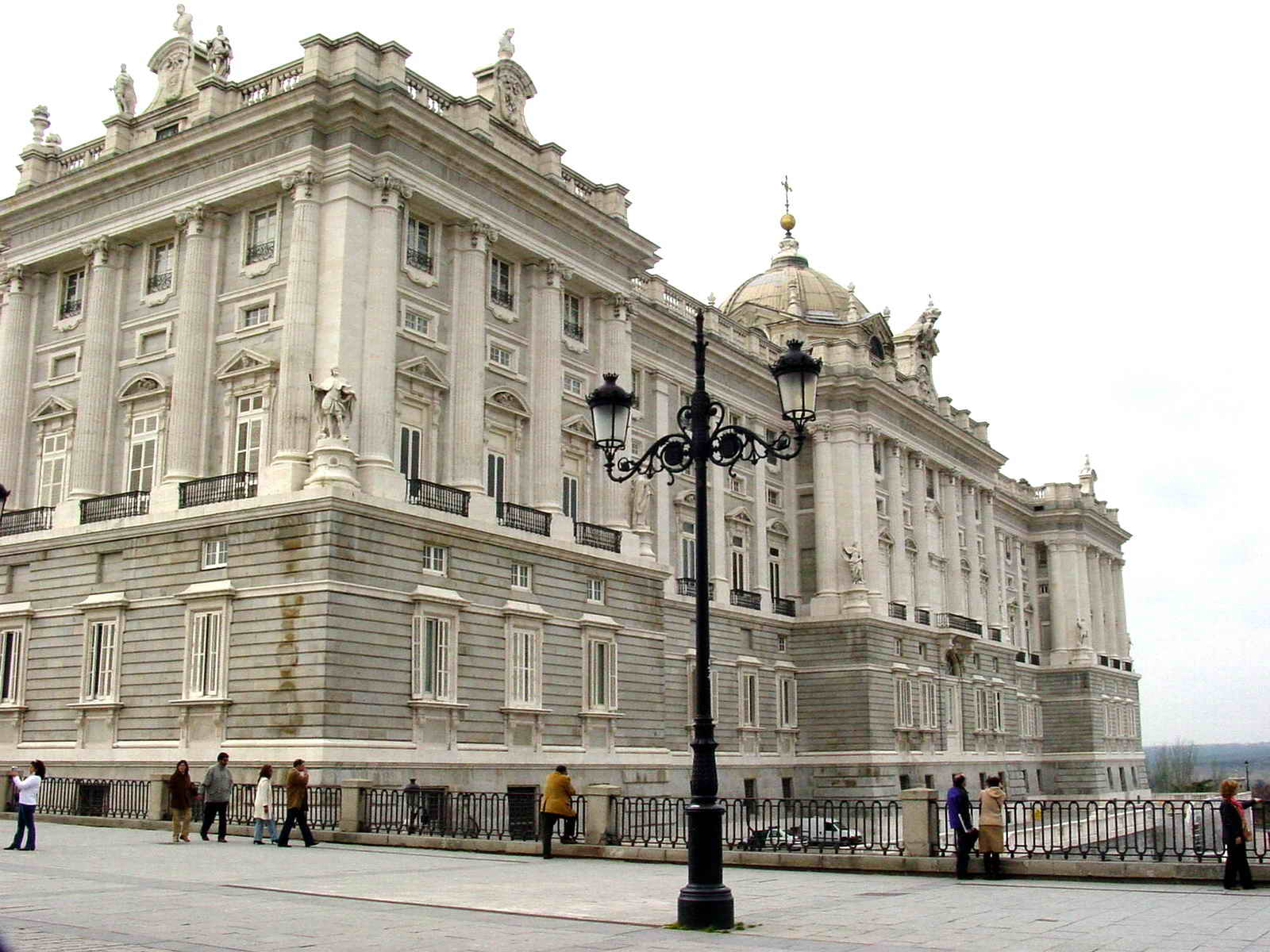
Palácio Real de Madrid, residência do rei da Espanha
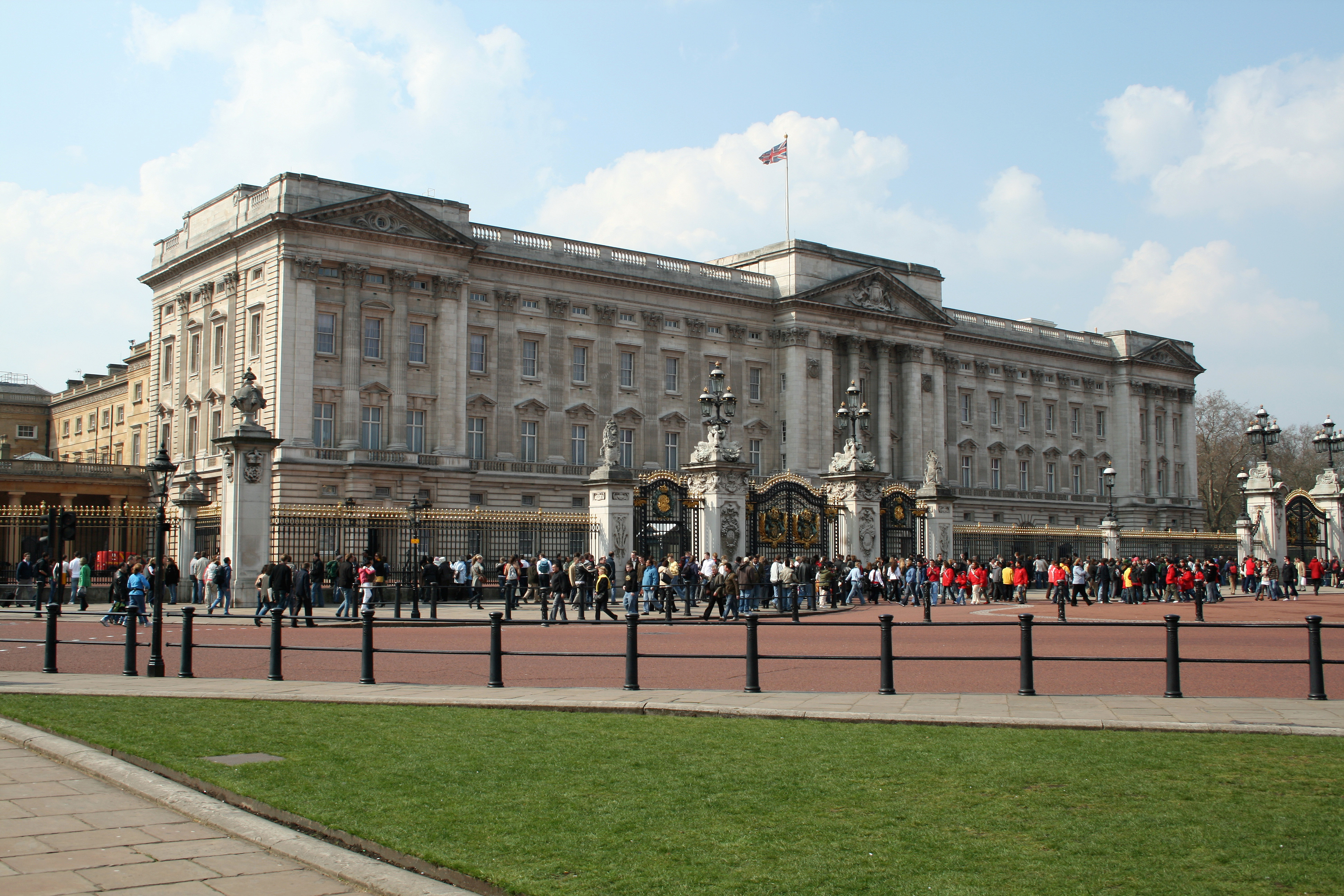
Palácio de Buckingham, residência do rei do Reino Unido
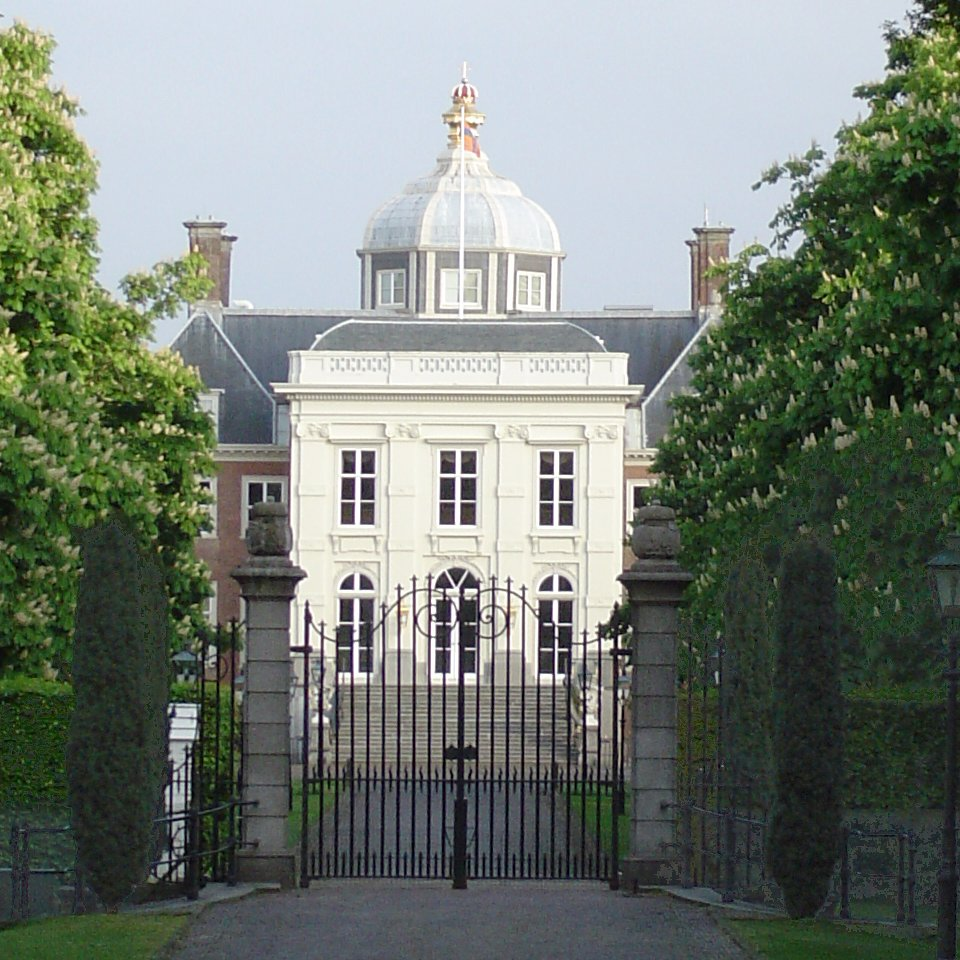
Palácio de Huis Ten Bosch, residência do rei dos Países Baixos
Palácio de Drottningholm, residência do rei da Suécia

## Leis de sucessão
Estes são os príncipes herdeiros e futuros reis, grão-duque e príncipes soberanos da Europa:

Príncipes Herdeiros da Europa
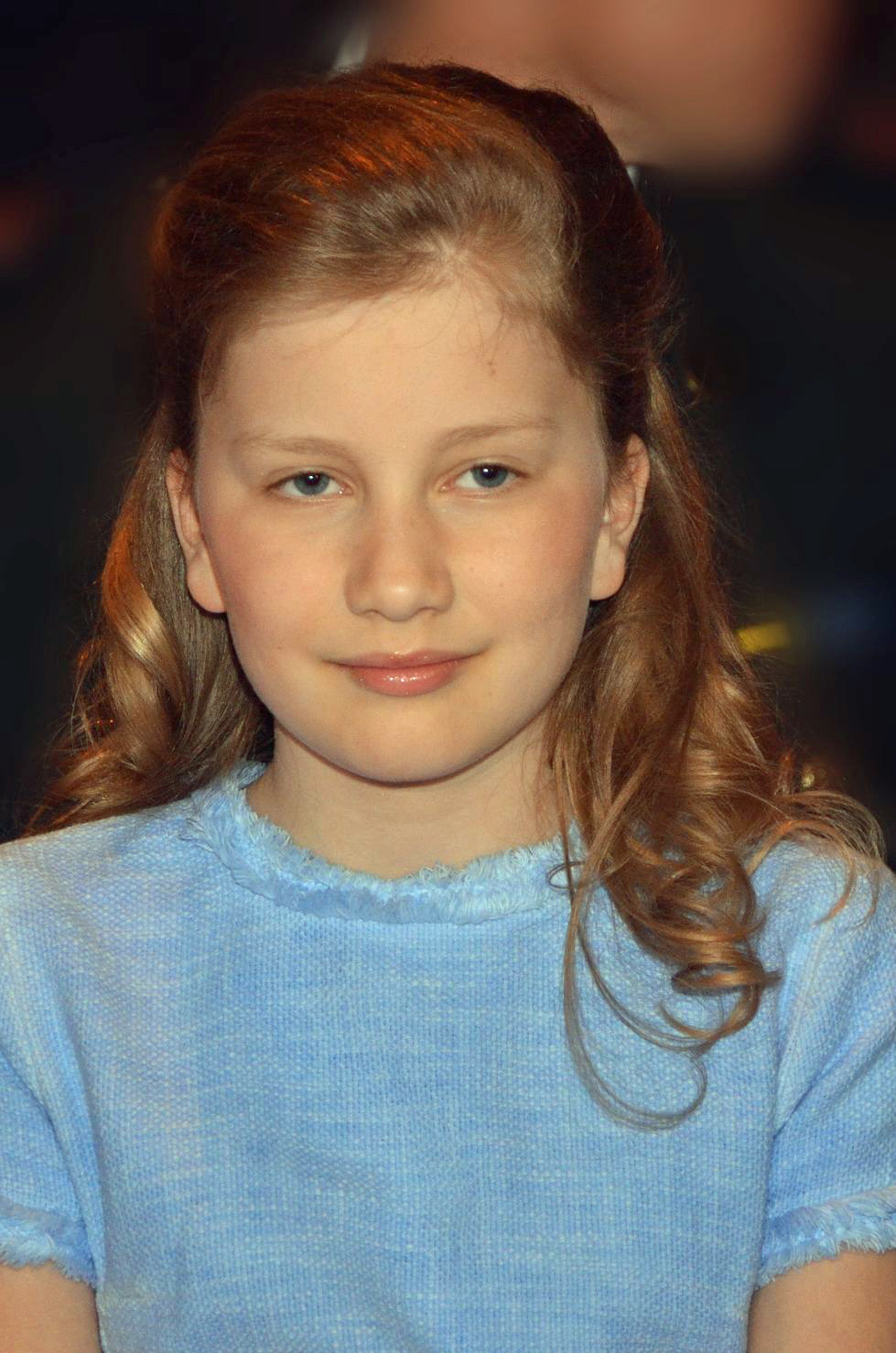
Isabel, Duquesa de Brabante é a princesa herdeira da Bélgica.
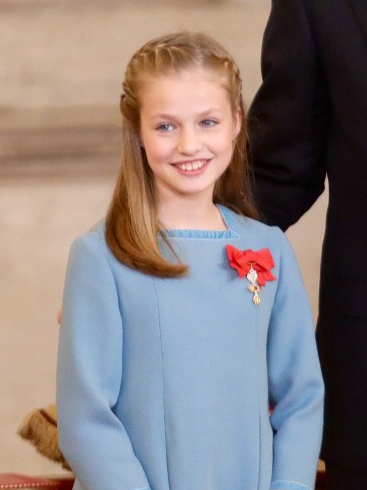
Leonor, Princesa das Astúrias é a futura Rainha de Espanha.
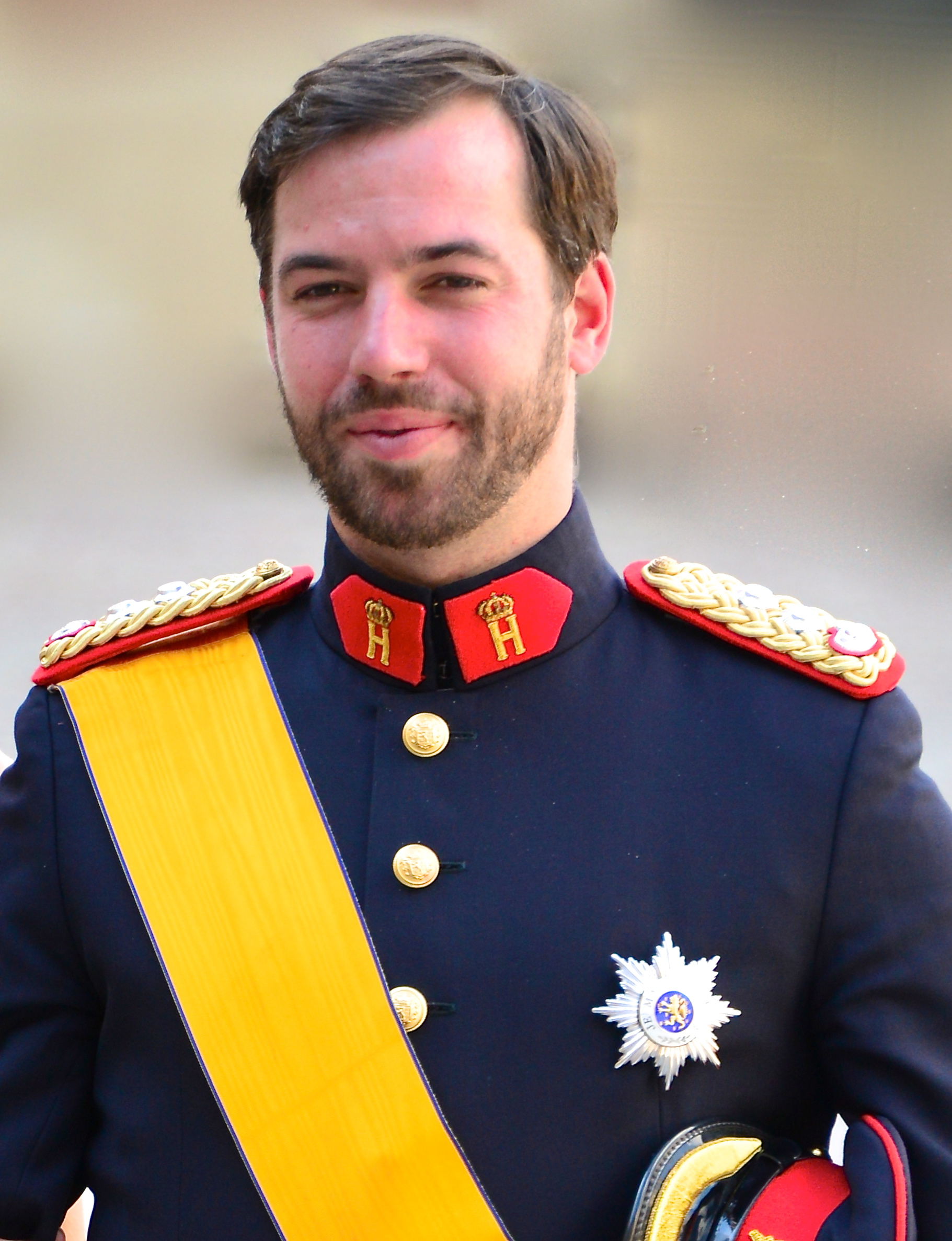
Guilherme, Grão-Duque Herdeiro de Luxemburgo é o príncipe herdeiro do Luxemburgo, e é casado com Stéphanie de Lannoy.
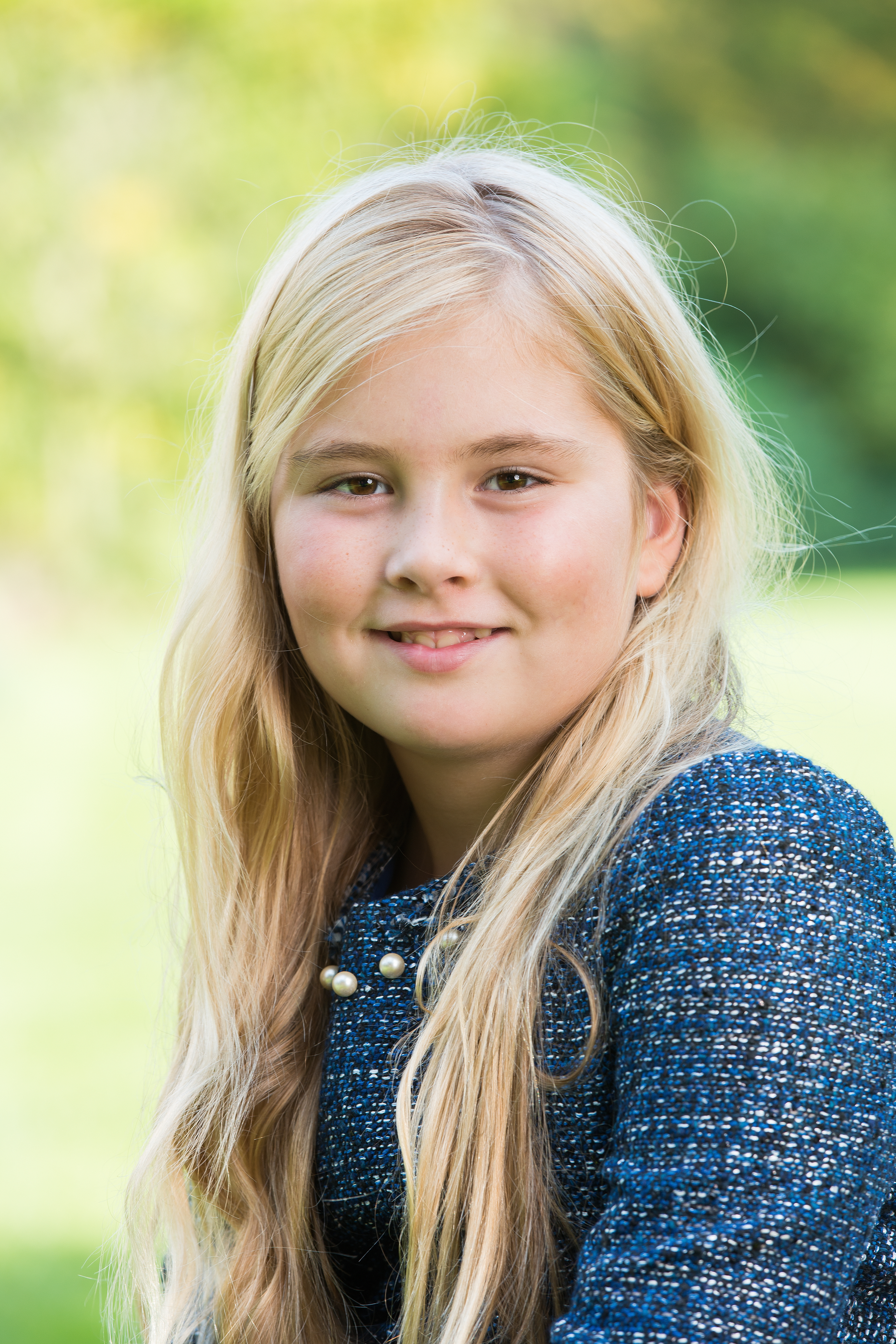
Catarina Amália dos Países Baixos é a princesa herdeira dos Países Baixos.
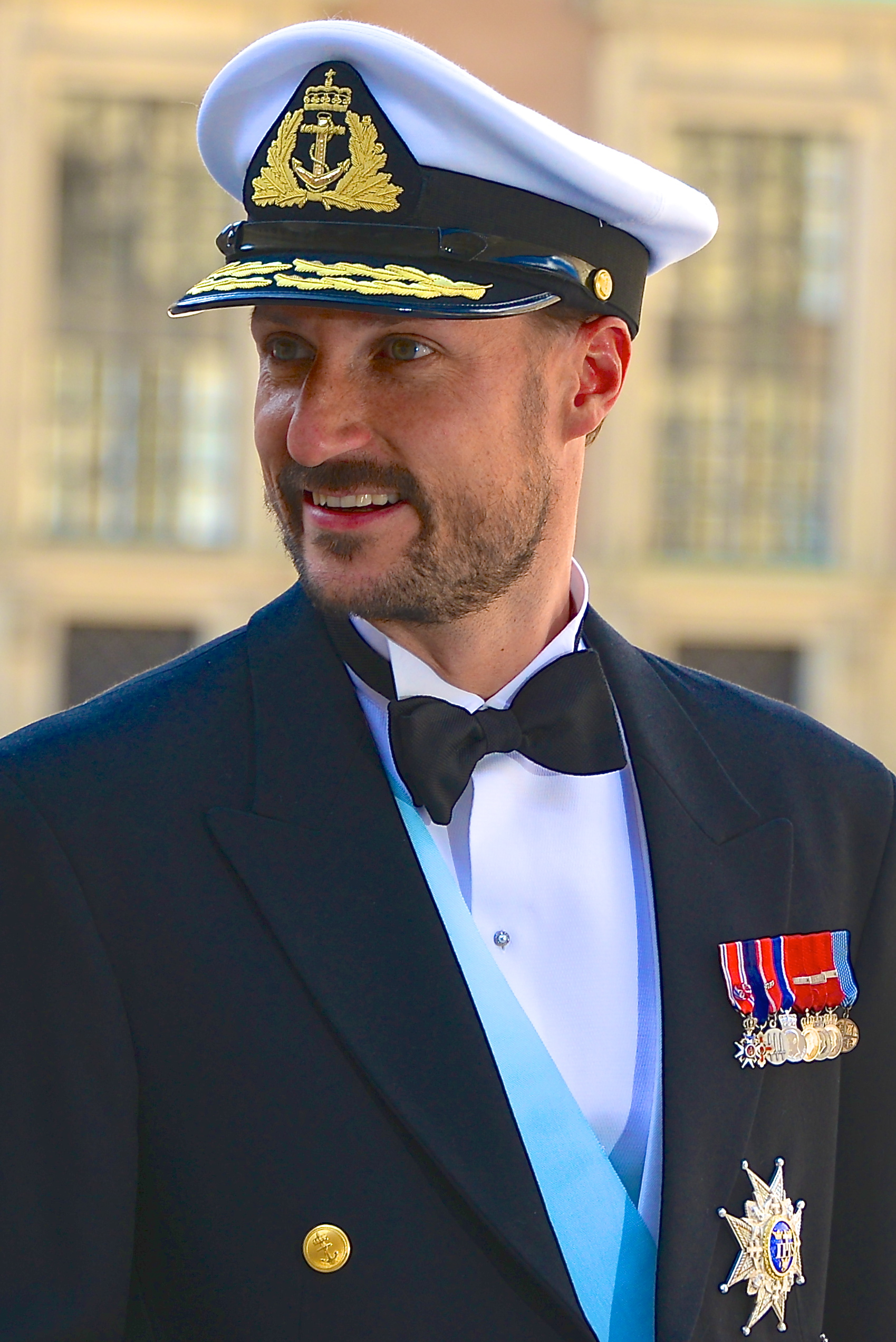
Haquino Magno da Noruega é o príncipe herdeiro da Noruega, e é casado com Mette-Marit Tjessem Høiby.
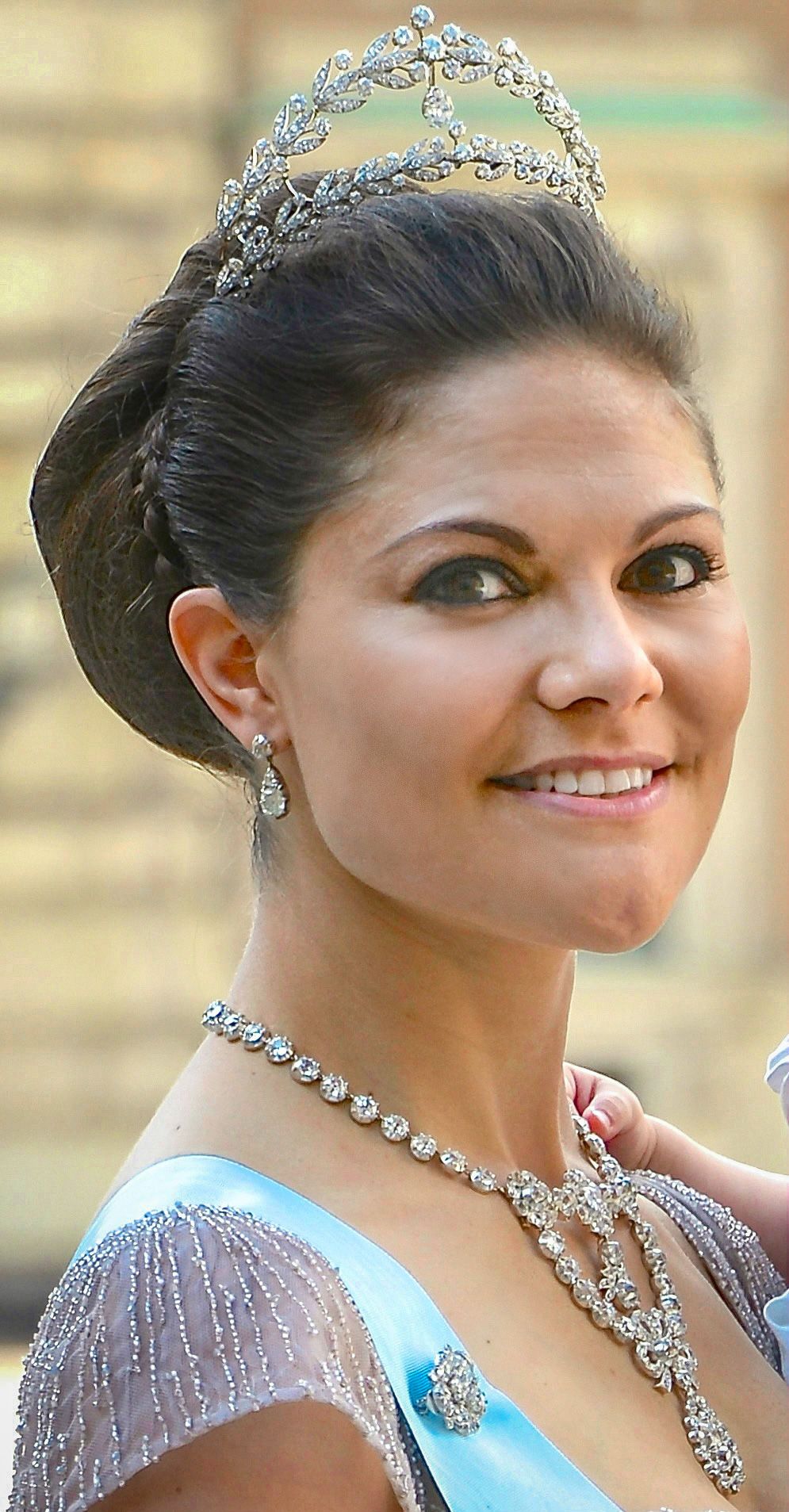
Vitória, Princesa Herdeira da Suécia é a futura rainha da Suécia. É casada com Daniel Westling.
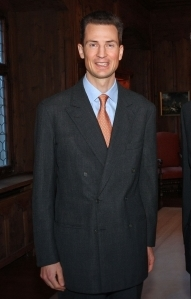
Alois de Liechtenstein é o príncipe herdeiro do Liechtenstein. É casado com a princesa Sofia da Baviera.
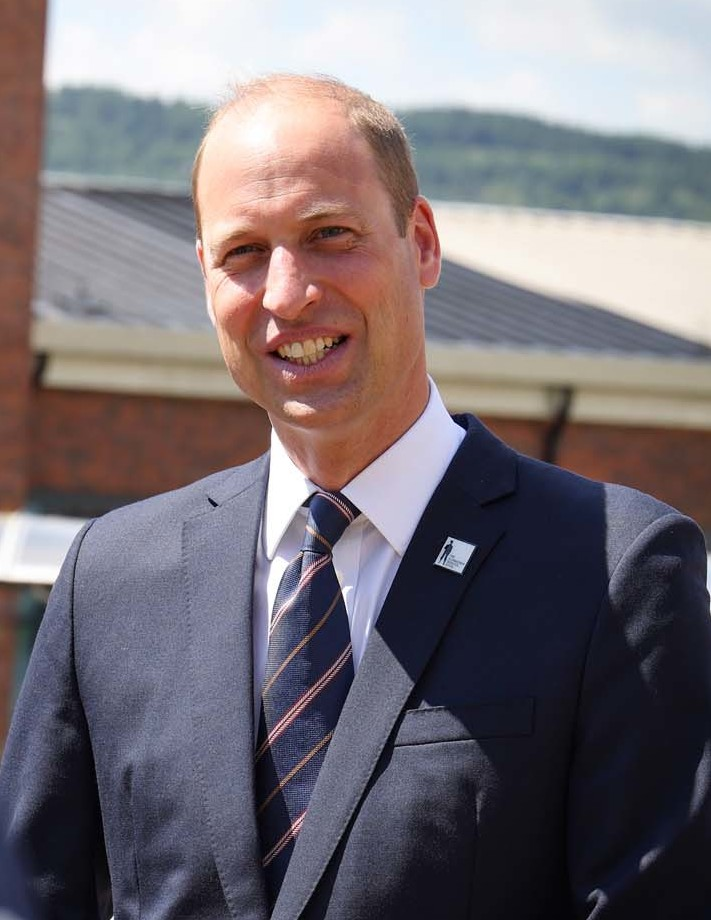
Guilherme, Príncipe de Gales é o herdeiro do trono britânico, como filho do rei Carlos III do Reino Unido com a falecida Diana, Princesa de Gales. É casado com Catherine Middleton.
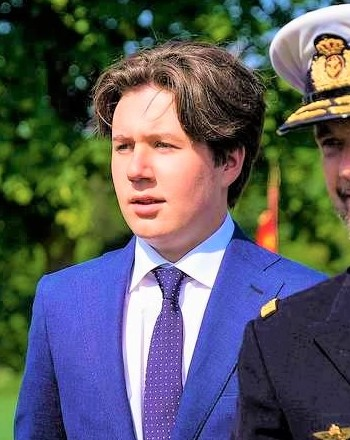
Cristiano, Príncipe Herdeiro da Dinamarca é o herdeiro do trono dinamarquês

Primogenitura Igual
Primogenitura masculina, a ser alterada para primogenitura igual
Primogenitura masculina
Primogenitura agnatica
eletivo/nomeado

Actualmente quase todas as monarquias europeias utilizam na linha de sucessão ao trono a primogenitura igual, o que significa que o filho mais velho do monarca, independentemente do sexo, tem prioridade na linha de sucessão.
Na Suécia, a linha de sucessão ao trono é determinada pela Lei de Sucessão Sueca. Em 1980, a Suécia aprovou primogenitura igual, o que significa que o filho mais velho do monarca, independentemente do sexo, tem prioridade na linha de sucessão. A Suécia tinha anteriormente em (desde 1810) a primogenitura agnática, o que significa que apenas homens podiam herdar o trono.
Na Bélgica usa-se a primogenitura igual entre sexos; desde 1991 homens e mulheres têm os mesmos direitos de sucessão, mas isso só conta para os filhos do rei Alberto II. Antes de 1991, a Bélgica utilizava a Lei Sálica.
A linha de sucessão ao trono Noruega está de acordo com a Constituição da Noruega. A Constituição foi alterada em 1990, concedendo igualdade de primogenitura ao trono norueguês, o que significa que o filho mais velho, independentemente do sexo, tem prioridade na linha de sucessão. Uma vez que esta não foi feito retroativamente, o primeiro membro da família real a que se aplica é à Princesa Ingrid Alexandra. Isso significa que ela tem precedência sobre o seu irmão mais novo, mas o pai dela, Haquino, continua a ter primazia sobre a sua irmã mais velha, Princesa Marta Luísa.
Na linha de sucessão ao trono dos Países Baixos, existe a concepção da monarquia em 1814. A Constituição de 1814 estabelece que o filho mais velho do monarca iria sucedê-lo, e caso não existisse filhos, passaria para os irmãos do monarca. Só quando houvesse uma completa falta de homens na família mais próxima, seria a filha mais velha do monarca a lhe suceder. A Constituição de 1887 alterou ligeiramente, para que pudesse também ser incluídas as filhas dos irmão do monarca.
Em 1884, o último herdeiro masculino de Guilherme III dos Países Baixos morreu, tornando a Princesa Guilhermina herdeira presuntiva. Guilherme III foi também Grão-Duque de Luxemburgo, mas desde que a Lei Sálica foi aplicada nesse país, Guilherme foi sucedido por Adolfo, seu parente afastado. Depois de 1884, não houve herdeiros do sexo masculino na família real até 1967. Em 1983, os Países Baixos aprovou integralmente a primogenitura linear e igualitária entre os sexos (o filho mais velho é herdeiro).
A Dinamarca usa o mesmo sistema de primogenitura que a Espanha, em que se dá preferência ao sexo masculino.
A Lei de Sucessão dinamarquesa, adoptada em 27 de Março de 1953 restringe o trono para os descendentes de Cristiano X da Dinamarca e de Alexandrina de Mecklemburgo-Schwerin.

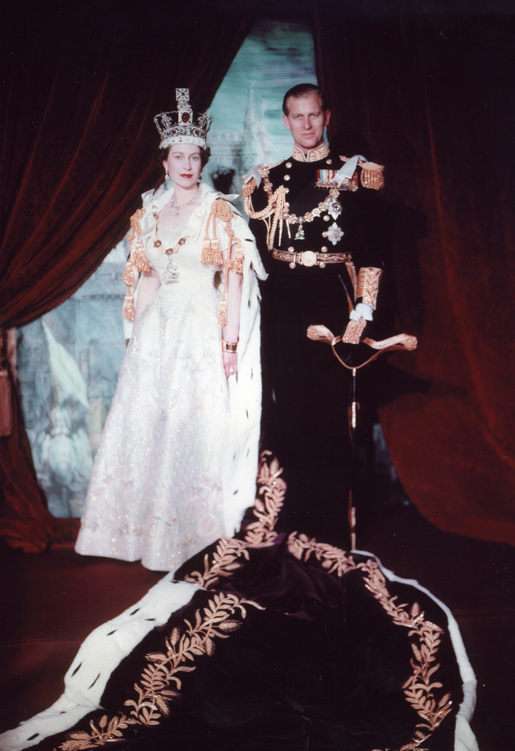
A rainha Isabel II do Reino Unido, ao lado do Duque de Edimburgo, na cerimônia de coroação (1953)

Os dinásticos perdem, assim, o seu direito ao trono se casarem sem a permissão do monarca, dada no Conselho de Estado. Os indivíduos nascidos dinásticos que casarem sem autorização do monarca, perdem os seus direitos de sucessão ao trono, bem como os seus descendentes. Além disso, no momento de aprovar um casamento, o monarca pode impor condições que devem ser cumpridas de forma a que descendência resultante do casamento possa usufruir do direito sucessório. A parte II, secção 9 da constituição dinamarquesa de 5 de junho de 1953, prevê que o parlamento irá eleger um rei e determinar uma nova linha de sexo masculino. Os filhos do sexo masculino têm preferência aos filhos do sexo feminino na sucessão ao trono, e depois, os mais velhos têm preferência sobre os mais novos. Primeiro, vêm os filhos varões, os mais velhos e depois os mais novos; e segundo, vêm as filhas varoas, as mais velhas e depois as mais novas. Ou seja, as herdeiras mais velhas só sucedem à coroa se a descendência masculina não existir. Quem casar contra a proibição expressa dorei ou das cortes, será excluída da sucessão, juntamente com os seus descendentes. Os litígios sobre a sucessão são resolvidos por meio da legislação.
Em 2004, o Partido Socialista Operário Espanhol (PSOE), pensou em novas adaptações na constituição, onde as mulheres poderiam ter os mesmos direitos que os homens até mesmo na linha de sucessão ao trono (como ocorre na Suécia). Uma proposta que foi apoiada até pelo líder do principal partido da oposição, o conservador Partido Popular Espanhol. Foi inicialmente pensada que a mudança só seria aplicável às gerações futuras mas agora é previsto que a lei poderá ser alterada, caso a Princesa das Astúrias (Letízia Ortiz), não venha a ter, definitivamente, qualquer criança do sexo masculino, garantindo assim que a Infanta Leonor venha de facto a suceder ao seu pai. O anúncio foi feito posteriormente, em 2006, quando a princesa Letízia estava grávida da sua segunda filha. Porém, nem a Casa Real nem a população espanhola comentam sobre isso. O projeto de igualdade de sexos na sucessão ao trono está, atualmente, engavetado e esquecido.
No Reino Unido, desde a reunião da Comunidade Britânica ocorrida na Austrália em 28 de outubro de 2011, com a presença de Sua Majestade a rainha Isabel II, mudanças foram feitas; onde somente que os descendentes de Carlos, Príncipe de Gales são adaptados às novas leis de uso da primogenitura agnatícia. As leis do Liechtenstein permitem a linha de sucessão ao trono (que foram regulamentadas em 1606) seja feita por primogenitura agnática, ou seja, herdada pelo primogénito do sexo masculino, excluindo totalmente as herdeiras do sexo feminino.
O Mônaco adota o mesmo método de sucessão que a Espanha. Passa para os descendentes do príncipe soberano de Mónaco de acordo com a preferência do sexo masculino e da primogenitura. A linha de sucessão foi recentemente modificada e, nomeadamente, por uma mudança constitucional implementada pela principesca lei 1, 249, de 2 de abril de 2002, durante o reinado do príncipe Rainier III.

## Tabela das monarquias da Europa
| Estado | Tipo          | Sucessão                                       | Incumbente                              | Nascimento              | Idade | Monarca desde          | Primeira na linha de Sucessão                                                      | Residências                                                                |
| --- | ------------- | ---------------------------------------------- | --------------------------------------- | ----------------------- | ----- | ---------------------- | ---------------------------------------------------------------------------------- | -------------------------------------------------------------------------- |
| Andorra | co-principado | Caso especial dois co-príncipes                | J. E. Vives i Sicília (Bispo de Urgell) | 24 de Julho de 1949     | 75    | 12 de Maio de 2003     | Nenhum; nomeado pelo Papa                                                          | Não tem residência oficial em Andorra                                      |
| Andorra | co-principado | Caso especial dois co-príncipes                | Emmanuel Macron (Presidente de França)  | 21 de Dezembro de 1977  | 47    | 17 de Maio de 2007     | Nenhum; eleito pelos franceses em 2012                                             | Palácio do Eliseu em França                                                |
| Bélgica | Reino         | Primogenitura absoluta                         | Filipe I                                | 15 de abril de 1960     | 55    | 21 de julho de 2013    | Herdeiro aparente: Isabel, Duquesa de Brabante (filha mais velha)                  | Palácio Real de Bruxelas e Castelo Real de Laeken                          |
| Dinamarca | Reino         | Primogenitura absoluta                         | Frederico X                             | 16 de Abril de 1940     | 85    | 14 de janeiro de 1972  | Herdeiro aparente: Frederico, Príncipe Herdeiro da Dinamarca (filho mais velho)    | Palácio de Amalienborg                                                     |
| Espanha | Reino         | Primogenitura cognata de preferência masculina | Filipe VI                               | 30 de janeiro de 1968   | 46    | 19 de junho de 2014    | Herdeiro presuntivo: Leonor, Princesa das Astúrias (filha mais velha)              | Palácio Real de Madrid e Palácio da Zarzuela                               |
| Liechtenstein | Principado    | Primogenitura absoluta                         | Hans-Adam II                            | 14 de fevereiro de 1945 | 80    | 13 de novembro de 1989 | Herdeiro aparente: Aloísio, Príncipe Herdeiro de Liechtenstein (filho mais velho)  | Princely House of Liechtenstein                                            |
| Luxemburgo | Grão-ducado   | Primogenitura absoluta                         | Henrique, Grão-Duque de Luxemburgo      | 16 de abril de 1955     | 70    | 7 de outubro de 2000   | Herdeiro aparente: Guilherme, grão-duque herdeiro de Luxemburgo (filho mais velho) | Palácio Grão-ducal                                                         |
| Mónaco | principado    | Primogenitura cognata de preferência masculina | Alberto II                              | 14 de março de 1958     | 67    | 6 de abril de 2005     | herdeiro presuntivo: Jaime, Príncipe Hereditário do Mónaco (Filho)[I]              | Palácio do Príncipe de Mônaco                                              |
| Noruega | Reino         | Primogenitura absoluta                         | Haroldo V                               | 21 de fevereiro de 1937 | 88    | 17 janeiro de 1991     | Herdeiro aparente: Haquino Magno da Noruega (apenas o filho)                       | Palácio Real de Oslo                                                       |
| Países Baixos | Reino         | Primogenitura absoluta                         | Guilherme Alexandre                     | 27 de abril de 1967     | 48    | 30 de abril de 2013    | Herdeiro aparente: Catarina Amália, Princesa de Orange (filha mais velha)          | Palácio de Huis Ten Bosch, Palácio Noordeinde e Palácio Real de Amesterdão |
| Reino Unido | Reino         | Primogenitura absoluta                         | Carlos III                              | 14 de novembro de 1948  | 76    | 8 de setembro de 2022  | Herdeiro aparente: Guilherme, Príncipe de Gales (filho mais velho)                 | Palácio de Buckingham, Castelo de Windsor e Palácio de Holyrood            |
| Suécia | Reino         | Primogenitura absoluta                         | Carlos XVI Gustavo                      | 30 de abril de 1946     | 79    | 15 de setembro de 1973 | Herdeiro aparente: Vitória, Princesa Herdeira da Suécia (filho mais velho)         | Palácio Real de Estocolmo e Palácio de Drottningholm                       |
| Vaticano | Teocracia     | Nenhuma; monarquia eletiva                     | Papa Leão XIV                           | 14 de setembro de 1955  | 69    | 8 de maio de 2025      | Não linha de sucessão                                                              | Palácio Apostólico                                                         |
| I↑ A princesa Carolina é, como a irmã mais velha do príncipe, o atual herdeiro presuntivo. II↑ O monarca do Reino Unido também é o soberano dos quinze outros reinos da Commonwealth: Antígua e Barbuda, Bahamas, Barbados, Granada, Jamaica, São Cristóvão e Neves, Santa Lúcia e São Vicente e Granadinas no Caribe; Belize na América Central; Canadá no Norte da América; e Austrália, Nova Zelândia, Papua-Nova Guiné, Ilhas Salomão e Tuvalu na Oceania. |               |                                                |                                         |                         |       |                        |                                                                                    |                                                                            |

## Ver Também
- Monarquias na África
- Monarquias na Ásia
- Monarquias na Oceânia
- Monarquias na América